# Ercole I d'Este
non perché la farà con muro e fossa

meglio capace a' cittadini sui,

E l'ornarà di templi e di palagi,

di piazze, di teatri e di mille agi;

...........................»
(Dall'Orlando furioso di Ludovico Ariosto - III, 46,48. Da una lapide in corso Ercole I d'Este posta dalla Ferrariae Decus)
Ercole I d'Este, soprannominato il Cavaliere senza paura o anche Tramontana (Ferrara, 24 ottobre 1431 – Ferrara, 25 gennaio 1505), figlio di Niccolò III, marchese di Ferrara, Modena e Reggio, succedette al fratellastro Borso il 20 agosto 1471 e fu il secondo duca di Ferrara fino alla sua morte.
Coraggioso uomo d'armi e abile politico, riuscì, grazie a una politica di apparente neutralità e al cinismo, a far attraversare indenne al proprio Stato il periodo di grandi sconvolgimenti dovuti alle Guerre d'Italia, di cui fu anzi uno dei principali agitatori.
Fu anche uno dei principali mecenati e uomini di cultura del Rinascimento. Sposò Eleonora d'Aragona, che svolse un ruolo determinante in alcune fasi critiche del suo ducato, oltre che essere un valido sostegno nella conduzione della corte. Durante il suo ducato, Ferrara, grazie in particolare all'Addizione Erculea realizzata con l'architetto di corte Biagio Rossetti, divenne la prima capitale moderna d'Europa.

## Biografia

### Giovinezza
Figlio di Nicolò III e della sua terza moglie Ricciarda di Saluzzo, nacque il 24 ottobre 1431 a Ferrara. Ebbe come precettore il letterato Guglielmo Capello. Pur essendo Ercole il primogenito legittimo, il padre favorì, nel proprio testamento, la successione dei due figli bastardi Leonello e Borso. Indignata, Ricciarda abbandonò i due figli bambini, Ercole e Sigismondo, alla loro sorte, e si ritirò nei territori paterni, giurando di non tornare mai più a Ferrara se non quando avesse veduto uno dei propri figli duca.
Ingiustamente privato del potere, Ercole venne così esiliato, insieme al fratello minore, alla corte aragonese di Napoli. Qui rimase dal 1445 al 1460, venendo istruito sulle strategie militari e sulle regole della cavalleria. Inoltre iniziò ad amare l'architettura classica (greca e romana) e le arti.
Pare anche che durante il soggiorno napoletano, all'età di diciott'anni, Ercole intrattenesse una relazione amorosa con Costanza di Capua, figlia del conte Luigi d'Altavilla, che sposò segretamente e per la quale si scontrò in duello con Galeazzo Pandone, zio di Costanza, che la chiedeva per sposa. Galeazzo aveva già diffuso l'annuncio delle prossime nozze, anche se Costanza non aveva ancora acconsentito, ed Ercole, per gelosia e rivalsa, gli rivelò d'aver già contratto e consumato il matrimonio con lei e lo invitò a desistere, poiché, se non avesse voluto rinunciarvi, non avrebbero potuto risolvere altrimenti che con un duello mortale. Galeazzo lo accusò di dire il falso ed Ercole rispose dandogli una mentita in faccia. Galeazzo, risentito, lo sfidò a un duello all'ultimo sangue. Il 13 Maggio 1450 i due, armati di sola spada, si recarono clandestinamente in un luogo solitario fuori città, dove si batterono "con gran furia valorosamente". Ercole fu ferito leggermente al volto, Galeazzo ricevette due ferite più gravi alla testa e al braccio. A causa di quest'ultima, non potendo più manovrare correttamente la spada, sarebbe senz'altro rimasto ucciso, se i due non fossero stati perentoriamente interrotti dall'arrivo dei cavalieri del re, nel frattempo avvisato dell'accaduto. In seguito a questo duello, citato sia da Matteo Maria Boiardo sia da Ludovico Ariosto, Ercole guadagnò il soprannome di "cavaliere senza paura".
Durante le signorie dei fratellastri combatté come capitano di ventura sotto diverse bandiere e vincolato nei suoi schieramenti dalle politiche della casa d'Este. Ottenne risultati alterni e quasi mai vittorie memorabili, ma dimostrò sempre grande coraggio e valore personali. Quando al potere della signoria estense salì Borso vi fu un cambio di alleanze ed Ercole si trovò costretto a combattere contro Alfonso V d'Aragona, che lo aveva accolto.
Durante la Battaglia di Sarno del 1460 militò tra le file angioine e si distinse combattendo contro lo stesso sovrano di Napoli, che fu sul punto di catturare.
Alla Battaglia della Riccardina del 1467, presso Molinella, combatté al servizio dei veneziani. Dopo che con la cavalleria estense ebbe salvato Bartolomeo Colleoni che stava per essere sopraffatto dai nemici, Ercole cercò di trattenere i propri soldati che si davano alla fuga e rimase ferito da un colpo di schioppetto al malleolo del piede destro. La sua condotta durante tale battaglia, che durò per tutto il giorno fin dopo il tramonto, venne comunemente lodata, in quanto Ercole difese e mantenne il campo valorosamente, nonostante né lui né gli altri capitani e rispettivi cavalli avessero per tutto il giorno mangiato o bevuto; gli furono uccisi ben tre cavalli nel corso dello scontro e, dopo essere stato colpito, "fu visto, così ferito, seguire la battaja nobilissimamente". Inoltre aveva dato ordine di accendere una gran quantità di torce per continuare la battaglia anche di notte, cosa che fu poi impedita dal Colleoni, che fece interrompere lo scontro.
La ferita si rivelò grave e non guarì mai del tutto. Ercole rischiò di morire e, nonostante fosse curato da ottimi medici, impiegò due anni a rimettersi. Rimase claudicante e i veneziani, che in seguito sarebbero divenuti tra i suoi più temibili avversari, lo soprannominarono pertanto il Ciotto, ovvero lo Zoppo.

### Congiura dei Pio
Gian Lodovico Pio di Savoia, signore di Sassuolo, Piero de’ Medici e Galeazzo Maria Sforza nel 1469 ordirono una congiura contro Borso e tentarono di coinvolgere anche Ercole. Questi non accolse l'invito al tradimento, anzi finse di accordarsi coi congiurati e denunciò poi al duca la situazione, che così poté sventare il pericolo arrestando i rivoltosi e mettendone diversi a morte. Gian Lodovico Pio venne decapitato lo stesso anno ed i suoi beni furono confiscati ed incamerati dalla signoria di Ferrara.

### Duca di Ferrara, Modena e Reggio
La successione alla guida del ducato non avvenne senza difficoltà. Borso d'Este, che aveva ottenuto da pochi mesi l'investitura ducale anche da parte del papa, aveva già segretamente concordato sin dal 1461 con l'imperatore Federico III d'Asburgo, dal quale dipendeva il ducato per Modena, Reggio e i territori annessi, che fosse il fratello Ercole a salire al potere dello stato ed intanto gli aveva affidato il governo di Modena. Tale accordo venne mantenuto segreto sino alla fine, per evitare possibili gelosie o divisioni nella casata, anche considerando che una linea ereditaria legittima avrebbe potuto passare da Leonello d'Este al figlio Niccolò, e quest'ultimo si attendeva infatti tale decisione.

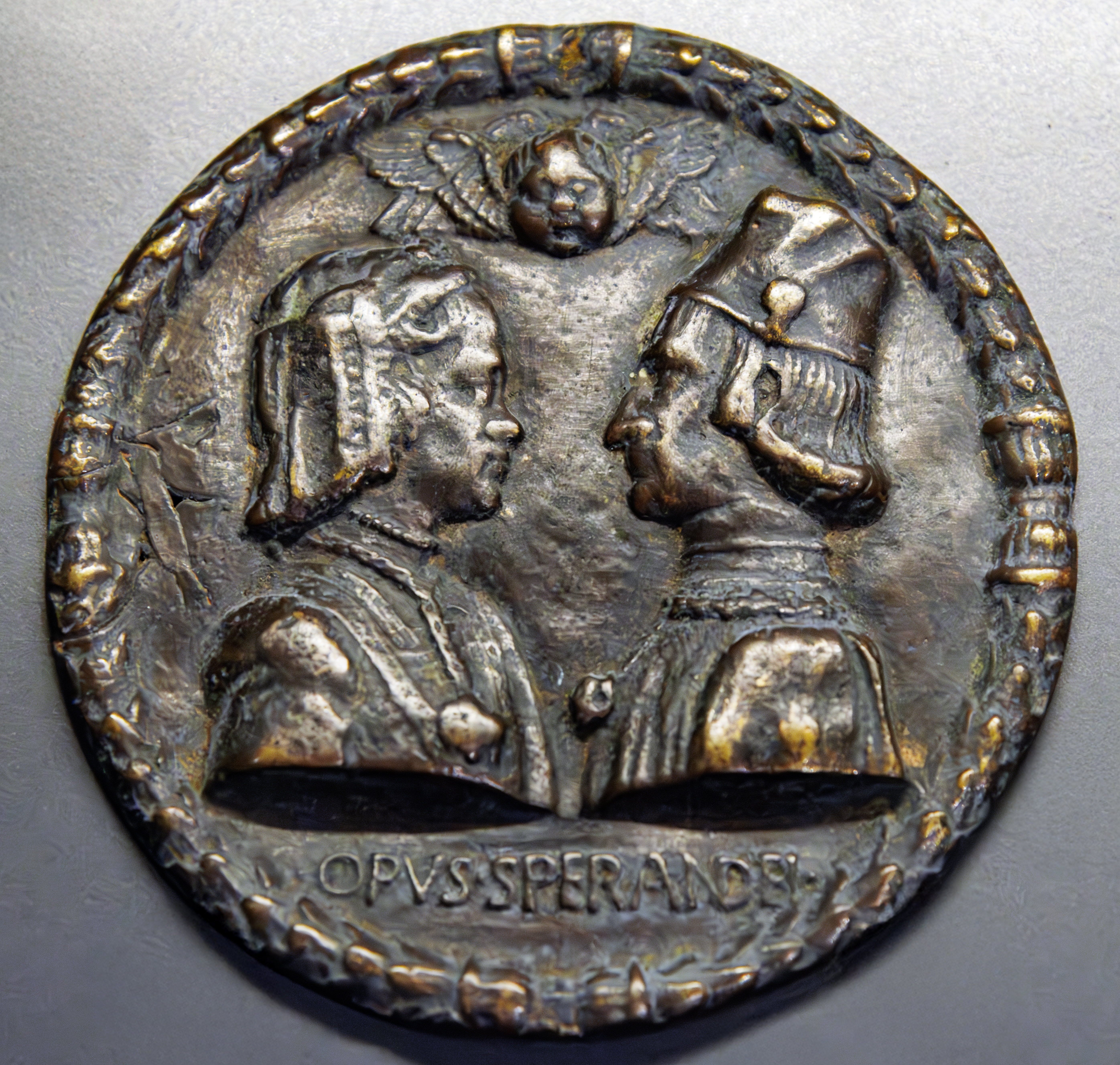
Eleonora d'Aragona ed Ercole I d'Este.

Quando Borso, fratello di Ercole, morì durante la notte tra il 19 ed il 20 agosto del 1471, Ercole parlò con un altro figlio illegittimo di Niccolò III e possibile pretendente alla successione, Alberto, che rinunciò ad ogni pretesa sul ducato e si dichiarò dalla sua parte. In tal modo Ercole, che si stava preparando da tempo con un gruppo di armati pronti in Castelnuovo, il giorno successivo, 20 agosto, venne proclamato duca mentre la città schierata con lui gridava Diamante, Diamante!, riferendosi all'impresa di Ercole. Niccolò, che si trovava fuori da Ferrara, non poté in quel momento opporsi in alcun modo.
L'insediamento di Ercole a duca fece emergere in modo netto due schieramenti, il primo a sostegno di Ercole e l'altro a favore di Niccolò. Del primo facevano parte inizialmente varie famiglie di Ferrara ed il fratello Alberto. Anche Venezia, per la quale Ercole aveva combattuto in precedenza, si schierò dalla sua parte. Del secondo altre famiglie ferraresi, papa Paolo II, Lorenzo de' Medici, Galeazzo Maria Sforza e Giovanni II Bentivoglio. A tutti gli oppositori cittadini che si erano allontanati per protesta venne offerto il perdono, ma a chi non ritornò a Ferrara facendo atto di sottomissione non venne risparmiata la morte con esecuzioni sommarie e torture. Intanto a Roma il nuovo papa, Sisto IV, dichiarò Ercole legittimo duca. Questi soltanto nel 1472, a un anno dalla nomina ducale, permise alla madre Ricciarda di rientrare a Ferrara: i due non si vedevano da quasi trent'anni.
Nel 1473 sposò Eleonora d'Aragona, figlia di Ferrante I di Napoli. Col matrimonio, che fu sfarzoso, il nuovo duca colse l'occasione per mutare le alleanze. In verità Ercole non voleva, inizialmente, sposare Eleonora: sempre aveva chiesto con insistenza la di lei sorella Beatrice d'Aragona, di otto anni più giovane, più bella, e probabilmente ancora vergine, ma Ferrante non aveva voluto accontentarlo.
Ormai in là con l'età, Ercole auspicava la nascita immediata di un erede maschio: l'arrivo della primogenita Isabella (1474) fu, ciò malgrado, accolto con gioia e feste, ma quando nel 1475 nacque una seconda femmina, Beatrice, il duca la considerò una grave sciagura e non permise festeggiamenti neppure per il battesimo. Beatrice, la quale sarebbe stata in verità, tra i figli, quella più somigliante al padre per indole, fu perciò ceduta al nonno Ferrante, che la adottò formalmente. Momento fondamentale per la dinastia fu dunque l'arrivo del figlio maschio, Alfonso, che avvenne il 21 luglio 1476 in palazzo Schifanoia. Alla notizia in città vi furono festeggiamenti che, in alcuni casi, portarono anche diversi danni causati dagli eccessi, come gravi danneggiamenti di botteghe notarili e incendi di portoni nel centrale palazzo della ragione.

### Rivolta di Niccolò d'Este

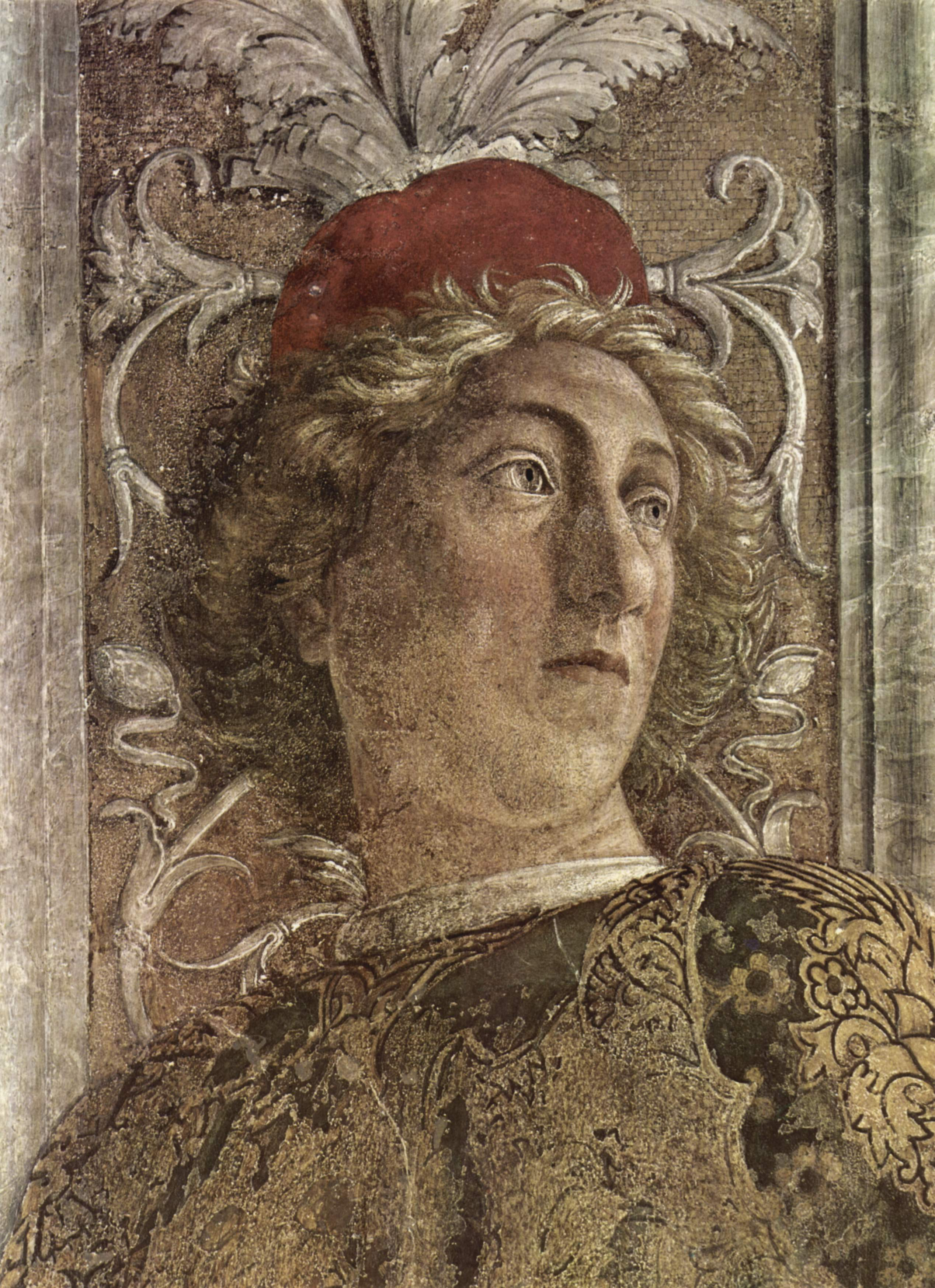
Probabile ritratto di Niccolò d'Este dipinto da Andrea Mantegna nella Camera degli Sposi di Mantova.

Appena conclusi i festeggiamenti relativi all'evento, Niccolò d'Este, informato di una breve assenza di Ercole che si era recato alla Delizia di Belriguardo e approfittando di un punto debole nelle mura, entrò in città con circa seicento uomini armati e occupò la piazza. Aveva viaggiato muovendosi sul Po provenendo da Mantova con cinque navi camuffate in modo che sembrassero trasportare solo merci.
Tentò di entrare nel palazzo ducale per occupare la corte ma Eleonora, per mezzo della via Coperta, insieme ai tre figlioletti si rinchiuse in Castelvecchio, impossibile da espugnare con le poche forze degli assalitori. Non appena fu avvisato del colpo di mano del nipote, Ercole con la servitù si mosse per tornare a Ferrara, ma giunto nei pressi della città, allertato da un secondo messo che Niccolò aveva con sé ben quattordicimila uomini, si recò in varie località del ducato per chiedere armi e aiuti ai contadini e agli alleati, quindi si fermò a radunare uomini a Lugo. Nel frattempo Niccolò tentava di portare dalla sua il popolo, allettandolo col la promessa di una riduzione del prezzo del frumento, poiché negli ultimi anni v'era stata grande carestia, ma non ebbe successo, in quanto i ferraresi rimasero fedeli al proprio duca.

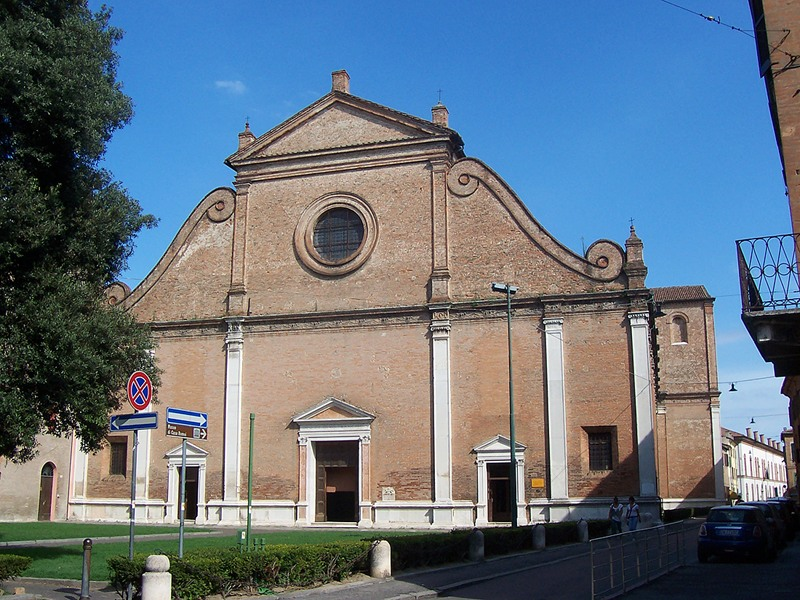
Ferrara, Chiesa di San Francesco.

Scoperto infine che Niccolò aveva diffuso una voce falsa, non potendo contare in verità che su seicento fanti, i fratelli di Ercole, Sigismondo e Rinaldo, guidarono la popolazione armata contro di lui e lo costrinsero a lasciare la città e a riparare vicino a Bondeno. Qui fu inseguito dalla popolazione delle campagne, diversi dei suoi vennero uccisi e altri furono portati prigionieri a Ferrara. La maggior parte dei prigionieri fu poi liberata dal duca Ercole, rientrato in città la mattina seguente e accolto dalla popolazione festante, e soltanto i capi dei rivoltosi vennero pubblicamente impiccati. Lo stesso Niccolò venne giustiziato mediante decapitazione e poi, dopo l'esecuzione, il suo corpo venne ricomposto, vestito con abiti principeschi e accompagnato con un imponente corteo funebre nella chiesa di San Francesco dove fu deposto nell'Arca rossa usata come sepolcro dalla casata degli Este.
Per questo infruttuoso tentativo di impossessarsi del ducato morirono almeno in cinquecento, e l'occasione chiarì come si stavano assestando le alleanze favorevoli o contrarie ad Ercole. Mantova e Venezia, ad esempio, che avevano inizialmente considerato questo colpo di mano come utile alle loro politiche e che lo avevano in modo diverso facilitato, non intervennero.

### Condottiero di Firenze
A seguito della Congiura dei Pazzi, la Repubblica fiorentina offrì a Ercole la possibilità di riprendere il mestiere delle armi, com'era suo grande desiderio, con la stipula di una condotta militare. Ercole, che non partecipava a una battaglia da nove anni, ossia dal suo grave ferimento alla Riccardina, divenne così capitano generale dell'esercito della Lega antipontificia. La sua era una posizione ambigua: il suocero Ferrante era infatti schierato col Papa, ed Ercole si trovò a combattere contro il proprio stesso cognato Alfonso d'Aragona. Ciò destò nei fiorentini il sospetto che Ercole facesse in modo di non vincere proprio per riguardo al suocero. Il fatto poi che Ferrante detenesse due dei figli del duca, Beatrice e Ferrante, lasciati dalla madre a Napoli nel 1477, fece nascere il sospetto che i bambini fossero usati come ostaggi, cosa che, considerato il cinismo di re Ferrante, non era priva di pericoli. Nonostante le voci, Ercole si comportò da vero soldato, valorosamente: emblematico l'episodio di Petraglia, dove fu salutato dagli abitanti a suon di bombarde; mentre i suoi soldati e commissari, disarmati, si davano alla fuga, egli fu il solo a rimanere impassibile, sgridandoli anzi per la loro vigliaccheria.

### Guerra con Venezia
Venezia, dopo i primi atti formali per prendere le distanze dal tentativo di Niccolò, iniziò ad accusare Ercole di tradire la politica di amicizia tra la Serenissima e Ferrara che Borso aveva mantenuto a lungo ed attese un'occasione per muovere guerra contro il ducato estense. La congiura dei Pazzi aveva visto schierati in modo opposto papa Sisto IV ed Ercole, ma per attaccare Ferrara, feudo papale, occorreva l'approvazione esplicita di Sisto IV. L'occasione così arrivò quando Girolamo Riario, nipote del papa, signore di Forlì e di Imola, tentò di impossessarsi di Ferrara.

I veneziani si allearono col papa e si schierarono a favore di Riario e contro il re di Napoli, alleato di Ercole. Nelle motivazioni della guerra che stava per scoppiare si ritrovarono sia dispute territoriali sia contrasti commerciali legati al monopolio del sale. La guerra che Ferrara si trovò a combattere quindi fu contro Riario, contro i veneziani e contro il papa. Ercole in tale circostanza venne costretto alla difesa e non fu in grado di intervenire sui tanti fronti che si aprirono poi, quasi contemporaneamente, ai confini del ducato.

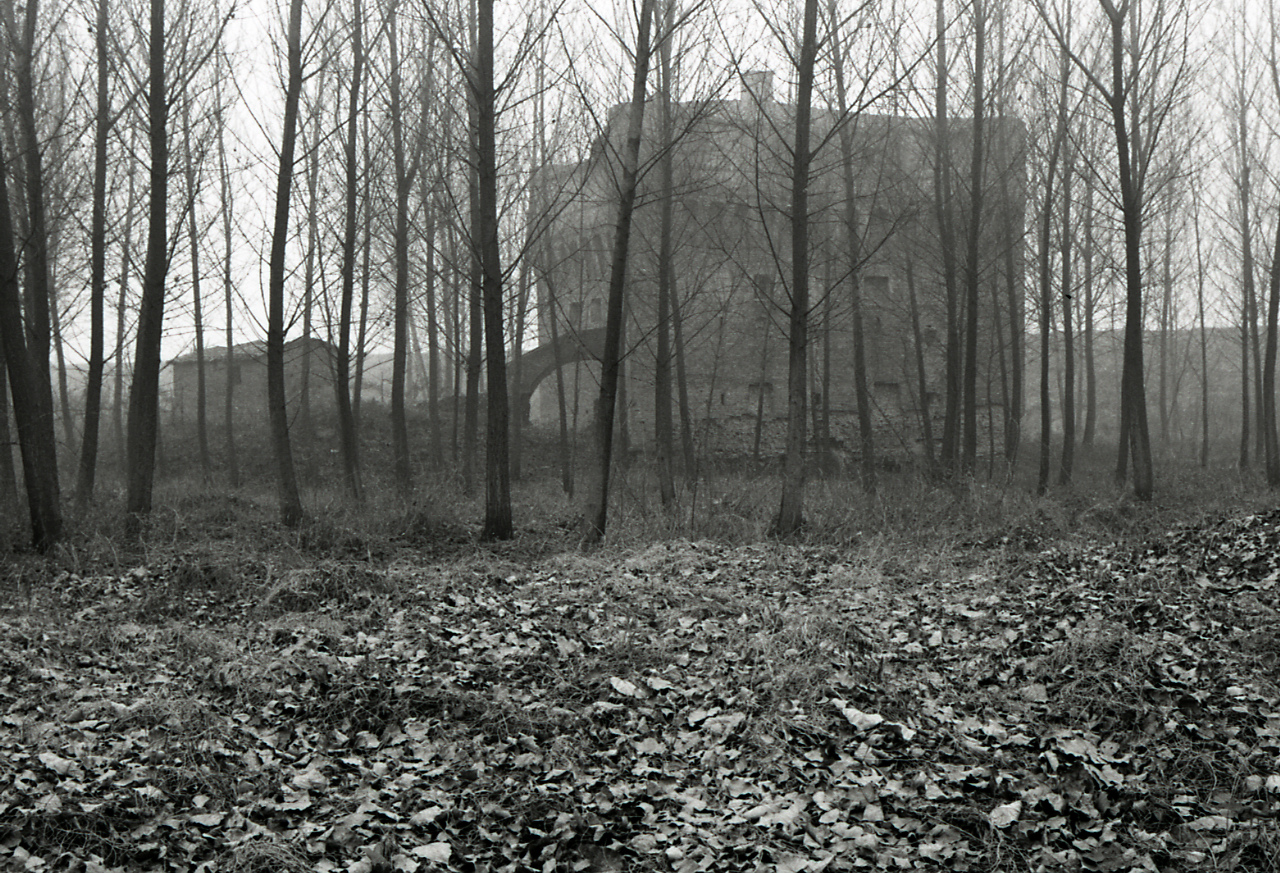
Rocca di Stellata (Paolo Monti 1975).

Si definirono le alleanze e gli schieramenti. Da una parte Venezia affiancata dalle forze del papa Sisto IV, di Girolamo Riario, di Guglielmo VIII del Monferrato al quale successe Bonifacio, di Pier Maria II de' Rossi di San Secondo e, in una seconda fase, anche della Repubblica di Genova. Dall'altra parte Ferrara con il sostegno di Ludovico il Moro, Ferrante I di Napoli, Lorenzo de' Medici, Federico I Gonzaga, Giovanni II Bentivoglio, i Colonna e anche Federico da Montefeltro. Durante le prime fasi del conflitto i veneziani dimostrarono di aver organizzato da tempo le loro forze. Il comando fu affidato a Roberto Sanseverino d'Aragona e con lui attaccarono Melara, Castelnovo Bariano, Badia Polesine, Lendinara, Ficarolo, Adria e Rovigo. In breve venne perduto tutto il Polesine a nord del Po. Ercole venne colto impreparato; aveva contato sulla difesa delle rocche di Stellata e di Ficarolo che tuttavia non ressero all'assalto. Le truppe veneziane arrivarono sin quasi alle mura di Ferrara (che in quel periodo si sviluppavano, a nord, lungo l'asse di quelli che in epoca recente sarebbero diventati viale Cavour e corso della Giovecca), ed occuparono in alcune occasioni la chiesa ed il monastero di Santa Maria degli Angeli, la Delizia di Belfiore e la Certosa.
Sul finire del 1482 Ercole si ammalò gravemente di malaria, ma soffrì anche di una forte crisi depressiva o di nevrastenia: soffriva d'insonnia, d'inappetenza, era irrequieto e invocava la morte. Gli crebbe una barba tanto lunga che un ambasciatore lo paragonò a Sant'Onofrio. La moglie Eleonora fu perciò costretta ad assumere la direzione dello Stato. I veneziani arrivarono a pochissima distanza dalle mura e la città corse il rischio di capitolare, ma Eleonora seppe infondere il necessario coraggio nei cittadini: poiché si era diffusa la voce che il duca fosse morto, ella ammise nella camera del marito tutti coloro che fra il popolo volessero vederlo. I ferraresi rinnovarono la loro fedeltà al duca e ben presto 25 000 cittadini presero le armi per la difesa della città, riuscendo infine a respingere i veneziani che furono costretti a ritirarsi a Ficarolo.

Dopo la battaglia di Campomorto, le occupazioni del Polesine da parte veneziana e le pressioni di Ludovico il Moro sul papa, questi iniziò a mutare politica e al principio del 1483 proibì ufficialmente a Venezia di continuare nelle sue azioni. La situazione ferrarese si risollevò però solo con l'arrivo del bellicosissimo Alfonso d'Aragona, fratello della duchessa, il quale ottenne le prime vittorie sui veneziani. Ripresosi dalla malattia, anche Ercole tornò militante. La guerra proseguì senza ulteriori azioni importanti sino al 1484, quando Ludovico Sforza accettò le proposte di pace dei veneziani, nonostante queste andassero a sfavore del suocero Ercole, che, malgrado le veementi opposizioni, fu costretto a cedere a Venezia il Polesine di Rovigo, pur riottenendo Ariano, Corbola, Adria, Melara, Castelnuovo e Ficarolo.
L'indignazione per una pace umiliante, che lo privò di parte del suo dominio e che egli sentì come un tradimento, suscitò in Ercole un impeto religioso che lo spinse a vari pellegrinaggi in Italia, nonché l'odio (unito a quello del popolo ferrarese) verso milanesi e napoletani. Da quel momento ogni suo maneggio politico fu unicamente volto al recupero del Polesine, che divenne un'ossessione. Un suo pellegrinaggio a San Giacomo di Compostela, programmato nel 1487, fu sabotato dal genero Ludovico il Moro, dai Veneziani e dal re di Napoli, che allertarono il Papa, proprio temendo che, passando per la Francia, Ercole volesse spronare il re a scendere in Italia. Sotto minaccia di scomunica, egli dovette commutare il voto in una visita alla basilica di Roma. A causa dell'atteggiamento scostante del duca, spesso assente da Ferrara, la gestione amministrativa dello Stato rimase nelle mani della duchessa Eleonora fino al 1493, anno della sua morte.

### Politica
savio, prudente, dal populo amato,

guarda de non pigliar troppe contese,

sappi mantenere il felice stato.

Tu hai sì bel giardino e bel paese

et sei di molte gratie dotato,

sì che per grande amore e gran sapientia 

sapite governare con prudentia.»
(Bertocho, Lamento di Roma cosa nova (1495).)
Ercole utilizzò lo strumento delle nozze per legarsi ad alcune potenti famiglie presenti sul territorio italiano: la primogenita Isabella andò in sposa a Francesco II Gonzaga, figlio del marchese Federico, precedentemente ostile a Ercole (aveva infatti sostenuto Niccolò d'Este nel suo tentativo di occupare Ferrara, poi tentato di uccidere Ercole stesso durante l'assedio di Casole d'Elsa nel 1478); la secondogenita Beatrice fu data a Ludovico il Moro, allo scopo di procreargli al più presto un erede legittimo che gli consentisse l'usurpazione del ducato di Milano; l'illegittima Lucrezia sposò l'esponente di una famiglia importante per Ferrara, Annibale II Bentivoglio, figlio di Giovanni, signore della vicina Bologna.
L'erede Alfonso sposò in prime nozze Anna Maria Sforza, nipote del Moro, e in seconde nozze la chiacchieratissima Lucrezia Borgia, figlia naturale di papa Alessandro VI. Ercole infatti non guardò all'onore, ma solo alla ragion di Stato: come acconsentì ad ammogliare il figlio ad una donna dalla dubbia onesta, pur di garantirsi il sostegno del Papa e una lautissima dote, egli stesso, sposando la principessa Eleonora, non aveva guardato alla sua presunta relazione con Diego Cavaniglia, ma solo al suo sangue reale, e specialmente all'utilità di un'alleanza con re Ferrante di Napoli che, come lui acerrimo nemico dei veneziani, lo difendesse dalle mire della vicina Venezia.
(Silvio Ascanio Corona, Successi Tragici et Amorosi etc.)
(Giuseppe Pardi, Prefazione al Diario ferrarese di Bernardino)

Il duca era poi consapevole dell'importanza per la casata della presenza di un estense a ricoprire una carica ecclesiastica, perché questa comportava benefici e influenza politica. Quindi fu per lui un successo quando l'altro figlio maschio, Ippolito, già arcivescovo di Strigonio e quindi primate d'Ungheria ad otto anni, fu elevato, anche grazie all'interessamento di Ascanio Maria Sforza, alla porpora cardinalizia nel 1493. Altri fattori che influenzarono le scelte politiche di Ercole nell'età matura furono la lunga preparazione prima di arrivare al potere del ducato e quindi la sua esperienza acquisita come capitano di ventura al soldo di vari stati, la sua consapevolezza di avere migliori doti come negoziatore che come militare e l'aver capito che il suo piccolo stato, con capitale Ferrara, non poteva contare sulla potenza della quale invece disponevano, ad esempio, Firenze, Milano e Venezia. Era quindi vitale, per lui, raggiungere un equilibrio pacifico da preservare con la diplomazia anche a costo di alcune rinunce ma finalizzato al mantenimento dell'unità statale.

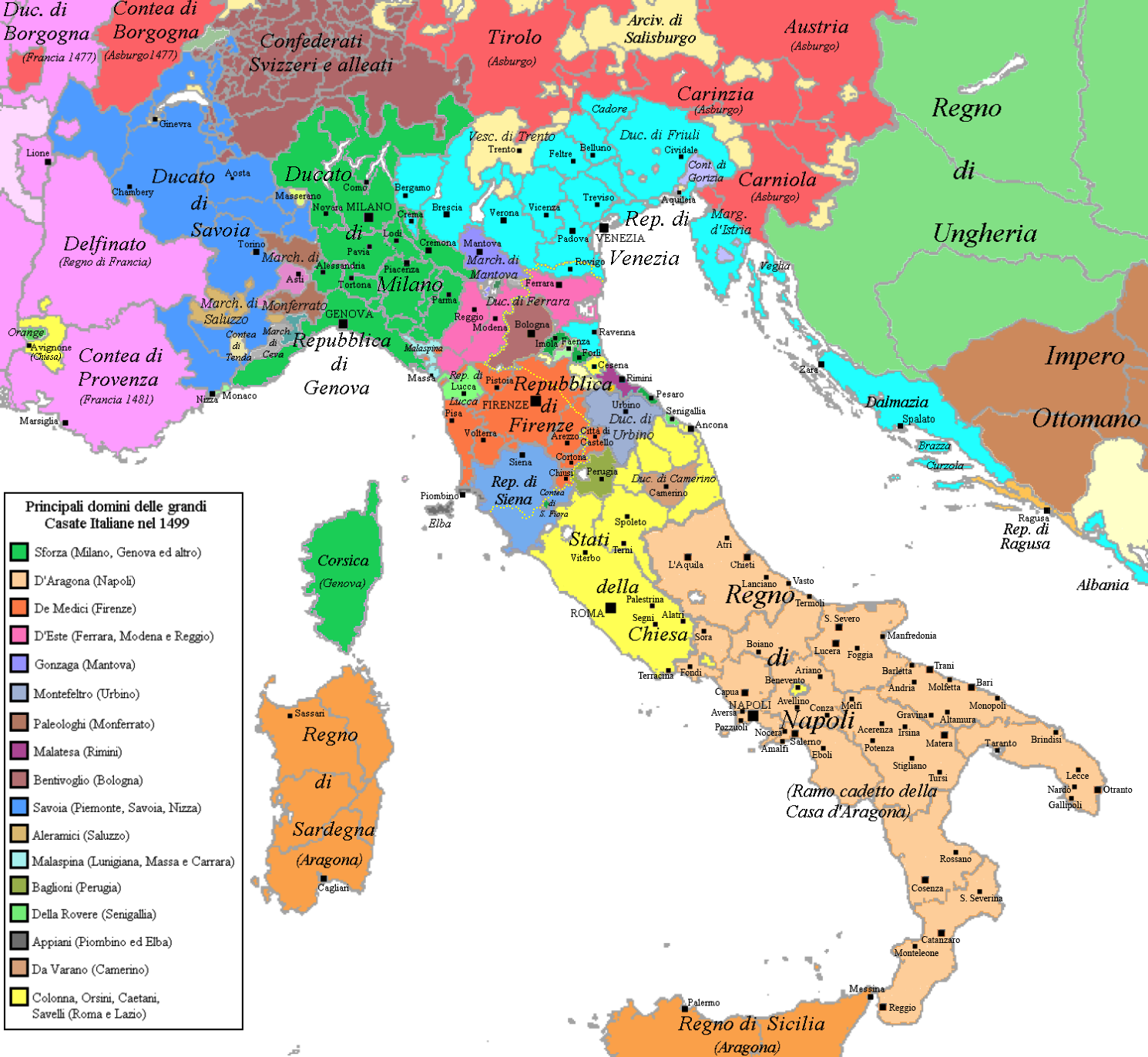
L'Italia alla fine del XV secolo

### Guerra di Carlo VIII
Negli ultimi anni, venuta ormai a mancare Eleonora, egli dovette far fronte a un nuovo periodo difficile per lo Stato. La rivalità tra gli Sforza e gli Aragona per il controllo del ducato di Milano (detenuto illegalmente dal genero Ludovico il Moro) generò un periodo di instabilità e di guerre prima con la discesa di un esercito transalpino in Italia nel 1494, guidato da Carlo VIII e, subito dopo, con le azioni di Luigi XII.
Ercole si mantenne ufficialmente neutrale, avendo un figlio, Alfonso, che combatteva sul fronte italiano, e uno, Ferrante, al soldo francese. Questa neutralità, che ne fece un vero e proprio giudice fra le due parti al momento di decidersi la pace, fu in verità fittizia: egli era schierato per i francesi, che sovveniva e consigliava in segreto, allo scopo di riottenere, con l'aiuto del re, il Polesine sottrattogli dai veneziani ai tempi della Guerra del sale.
(Ludovico Antonio Muratori, Antichità Estensi.)
Ercole fu dunque inizialmente alleato del genero Ludovico, ma, in seguito al capovolgimento di alleanze operato da quest'ultimo con la formazione della Lega Santa, volta a scacciare gli stranieri dalla Penisola, i due si trovarono su fronti opposti. Ciò lo spinse alla drastica decisione di abbandonare al suo destino la figlia Beatrice quando, essendo lo Stato di Milano sull'orlo del collasso e aggredito dall'esercito di Luigi d'Orleans, ella gli chiese disperatamente aiuto. Ercole non inviò le proprie truppe, ma si limitò a piccolo sostegno monetario; viceversa rifornì in segreto il duca d'Orléans e, in seguito alla battaglia di Fornovo, consigliò al re di Francia di non accettare la pace, disegnandogli una facile conquista del ducato di Milano. Beatrice riuscì ugualmente a salvare lo Stato e, se ciò non portò a una aperta rottura dei rapporti tra Ferrara e Milano, ne determinò comunque un raffreddamento. In seguito alla firma della Pace di Vercelli, Ercole accompagnò re Carlo VIII in Francia e si mantenne nell'amicizia francese anche negli anni a venire. Dopo la morte della figlia e la definitiva caduta di Ludovico il Moro, egli fu accanto a Luigi XII durante il suo ingresso trionfale a Milano.
Questa sua politica ambigua e cinica gli fruttò, negli anni, le accuse (non si sa in che misura infondate) di pluritentato omicidio e avvelenamento verso il genero Francesco Gonzaga (1495), colpevole di militare nella parte veneta; verso il nipote Niccolò di Leonello (1471), suo rivale al ducato; verso il genero Ludovico Sforza (1487), che lo aveva danneggiato con la pace di Bagnolo e si opponeva alle sue trame; e infine verso (1493) la stessa moglie Eleonora, che a sua volta avrebbe ricevuto commissione dal padre Ferrante di avvelenare il marito, proprio per via della sua politica filofrancese.

### Morte

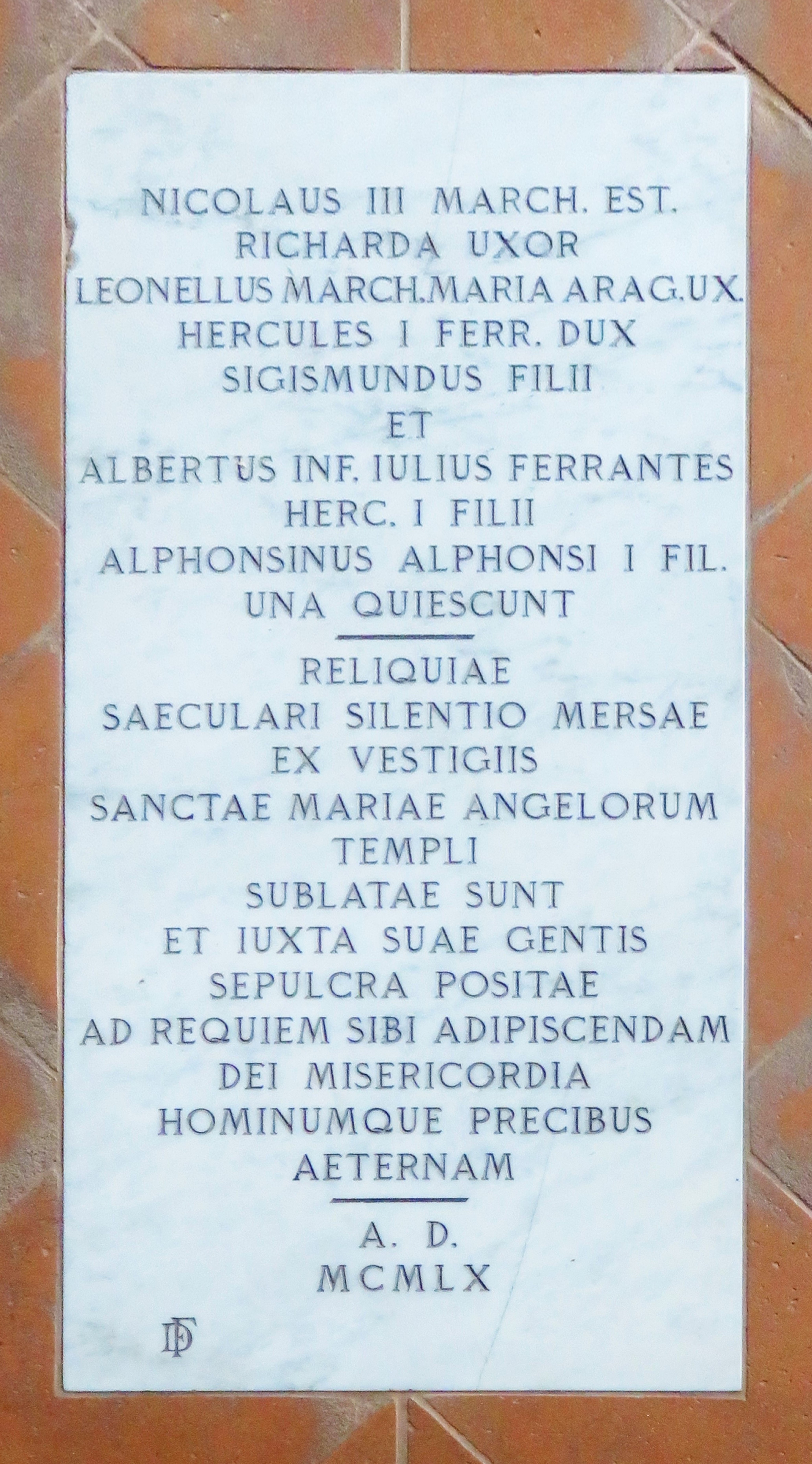
Monastero del Corpus Domini, a Ferrara. Lapide nella sala del coro che ricorda la presenza dei resti mortali del duca traslati in quel luogo dalla scomparsa chiesa di Santa Maria degli Angeli.

Ercole morì nel 1505 e suo figlio Alfonso I d'Este divenne duca nello stesso anno. Fu sepolto a Ferrara nella chiesa di Santa Maria degli Angeli che si trovava lungo il viale degli Angeli.
Quando il duca era salito al potere, nel 1471, tutta l'area dove allora sorgevano la chiesa, la Certosa e lo scomparso palazzo di Belfiore si trovava fuori dalle mura di Ferrara e divenne parte integrante del tessuto cittadino solo dopo l'opera urbanistica intrapresa con Biagio Rossetti.
Le sue spoglie rimasero in quel sito sino alla metà del XX secolo quando, effettuando scavi nell'area dove sorgeva l'antica chiesa non più esistente ed in seguito occupata da un'abitazione privata, vennero rinvenute le tombe dei numerosi estensi che vi erano ancora sepolti dopo anni dalla distruzione dell'edificio religioso.
Tutti i resti furono successivamente trasferiti nel monastero del Corpus Domini e da quel momento il duca riposa nella più importante tomba di famiglia estense a Ferrara.

## Aspetto e personalità

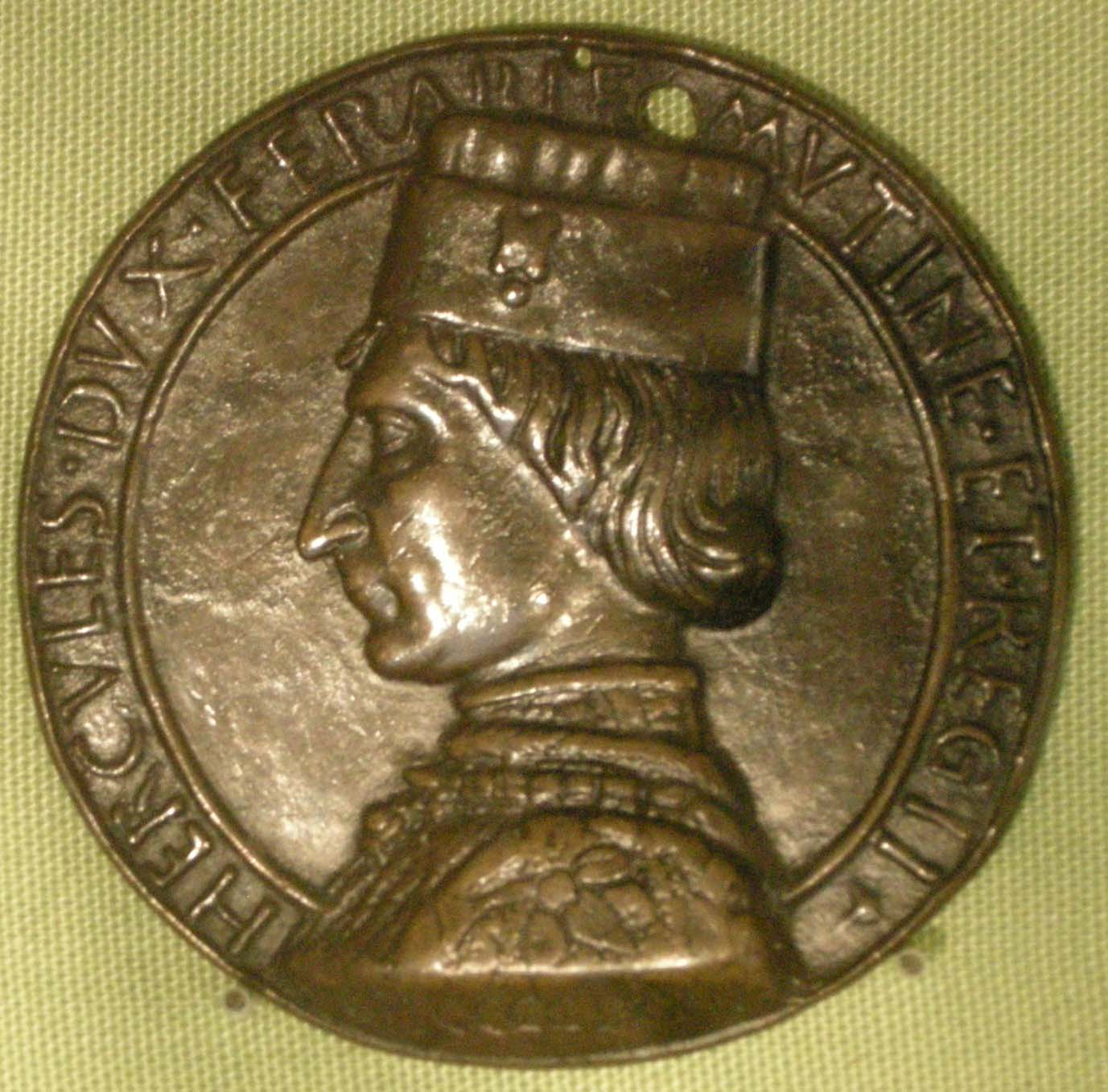
Ludovico Coradino, medaglia del duca Ercole, 1473.

Ercole fu duca sinceramente amato dai propri sudditi, i quali più volte gliene fecero dimostrazione, sia prendendo le sue difese contro Niccolò di Leonello sia ai tempi della guerra con Venezia, quando spontaneamente prendevano le armi per incalzare l'invasore, talvolta contro il volere dello stesso Ercole.
Fu d'indole magnanima, benefica, famoso per la propria clemenza: offrì il perdono anche agli stessi fautori di Niccolò, purché gli giurassero obbedienza, e spessissimo graziava i condannati a morte (persino nei casi di lesa maiestatis) quando si trovavano già con la corda al collo pronti per l'impiccagione. Il cronista Caleffini lo descrive difatti "signore pietoso et a cui dole fare male ad ogni persona". Si preoccupava anche delle condizioni di vita della famiglia dei condannati e talvolta lasciava del denaro alle mogli e alle figlie affinché potessero sostentarsi dignitosamente. Non per questo fu debole di polso, anzi puniva di persona i delinquenti, come quando nel dicembre del 1475 bastonò di propria mano un tamburino che aveva importunato una ragazza in chiesa e incarcerò altri due scudieri responsabili.
In gioventù possedette carattere assai irruento, impetuoso, che manifestò special modo in guerra, nelle giostre e nei duelli, quale poi trasmise a buona parte dei propri figli (specialmente Alfonso, Ippolito e Beatrice). Anche in età più matura continuò a portarsi sempre in prima linea nelle battaglie cui prendeva parte, esponendosi al pericolo di vita e ricevendone talvolta qualche ferita. Sua massima aspirazione era sempre stata diventare un condottiero, sogno definitivamente infrantosi dopo l'esperienza fiorentina. Non lo divertivano le dotte conversazioni letterarie e lo annoiavano le cure dell'amministrazione e della giustizia, che cedeva volentieri alla moglie Eleonora. Queste sue speranze disilluse, unite sia alla ferita ricevuta alla Riccardina, che lo lasciò in una situazione di parziale disabilità, sia alle forti umiliazioni subite a causa dei veneziani, lo facevano talvolta cadere in depressione. Già nel 1473 G. P. Arrivabene lo descrisse "de natura saturnino et non da molte parole, et ha la lingua un poco mal chiara".

Amava molto ballare, cosa che continuò a fare nonostante la ferita al piede, oltre alle già menzionate passioni per la musica e per il canto, che trasmise poi ai figli. Più volte si trovò in fin di vita nel corso degli anni, ora per causa della ferita mai del tutto sanata, ora per malattia e ora per sospetti avvelenamenti, e sempre si rimise, curandosi talvolta nelle residenze di campagna o alle terme.

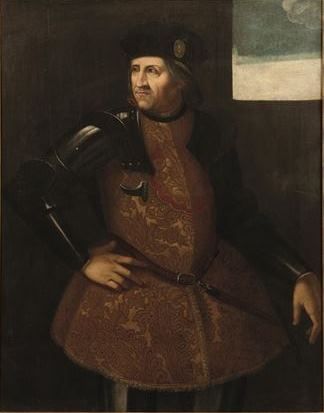
Ritratto del duca Ercole, Dosso Dossi

Come padre fu affezionatissimo alla primogenita Isabella, alla quale riservava grandi attenzioni: nel 1479, trovandosi a combattere in Toscana e avendo saputo che la bambina, pur avendo solo quattro anni, aveva già intrapreso gli studi, se ne rallegrò con la moglie, ma raccomandò esplicitamente che non le fossero "date bote" neppure dalla madre, se per caso non imparava.
Amava molto gli scherzi e i buffoni e si conosce un singolare episodio nel quale, essendo il Carnevale del 1478 e avendo per ospite a Ferrara il signore di Bologna Giovanni Bentivoglio, uscì travestito per le strade della città in compagnia del proprio ospite, dei fratelli Sigismondo e Rinaldo e di altri cortigiani per tirare le uova alle dame e finì per fare a bastonate con certi altri mascherati in piazza.
Nondimeno, per il suo carattere spesso gelido e autoritario, volto all'utile più che alla parentela o al sentimento, Ercole fu definito "freddo assai più della tramontana" e da ciò gli derivò il suo altro soprannome: Tramontana. Fu uomo assai devoto, ascoltava la messa ogni giorno o anche più volte al giorno e in occasione del Giovedì Santo sfamava ogni anno centinaia di poveri, servendo egli stesso il pasto nella sala grande del castello insieme ai propri fratelli, per poi lavare i piedi ai convitati e donare loro abiti e denaro. Insieme alla religiosissima consorte fu protettore di monache e fondatore di conventi.
Quanto all'aspetto fisico, Aliprando Caprioli lo descrive "di statura giusta e quadrata; et assai forte di persona. Hebbe il volto colorito, occhi azzurri e chiari, e capelli neri". Tuttavia, sebbene gli occhi azzurri fossero frequenti all'interno della famiglia d'Este, almeno dai ritratti che di lui ci sono rimasti parrebbe aver posseduto occhi scuri.

## Mecenatismo

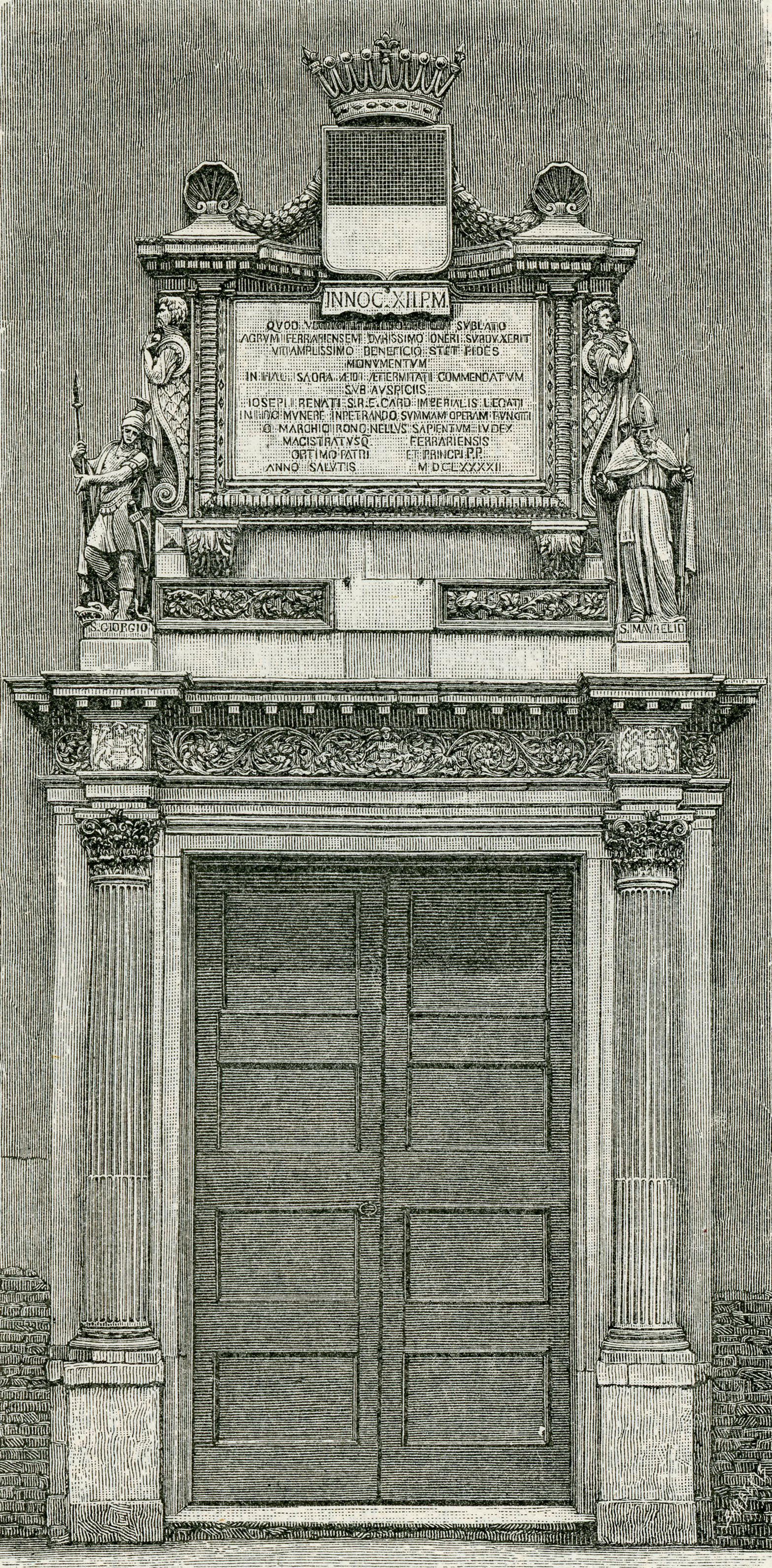
Porta della chiesa di San Maurelio, antica cappella di corte estense poi sconsacrata e divenuta durante il XX secolo sala per spettacoli teatrali e cinematografici.

### La corte
Gli edifici dove si svolgeva la vita di corte sino al tempo di Borso d'Este erano il palazzo ducale e Castelvecchio, ma entrambi non erano più consoni all'immagine che il nuovo duca voleva per la sua capitale. La prima residenza degli estensi, che in precedenza era adiacente a via Cortevecchia e di fronte alla cattedrale era costituita da diversi corpi di fabbrica in parte collegati ma senza unità architettonica. Erano presenti ambienti usati per scopi diversi e non tutti adatti ad una dimora signorile. Castelvecchio invece era una vera e propria fortezza, nata principalmente a scopi difensivi e non per residenza o rappresentanza, unita al palazzo attraverso la via Coperta. Il castello inoltre era nato sulle mura cittadine, durante una precedente addizione come difesa estrema della città e della famiglia. Nel disegno di Ercole anche questa sua posizione di margine a nord del nucleo abitato avrebbe dovuto mutare, diventando il nuovo centro urbano.

Ercole decise di rinnovare le facciate del palazzo, in modo da renderlo più rappresentativo e tale da soddisfare le sue esigenze estetiche. Per formazione era uomo interessato alle arti, alla musica, al teatro ed all'architettura, ed in queste era più portato che non nelle arti della guerra, alle quali si era dedicato per tanto tempo. Ma non si limitò a modifiche esterne. Tutti gli ambienti dove la corte estense avrebbe vissuto per il resto del XV secolo e per quasi tutto il successivo vennero radicalmente modificati e adattati ad un loro nuovo utilizzo.

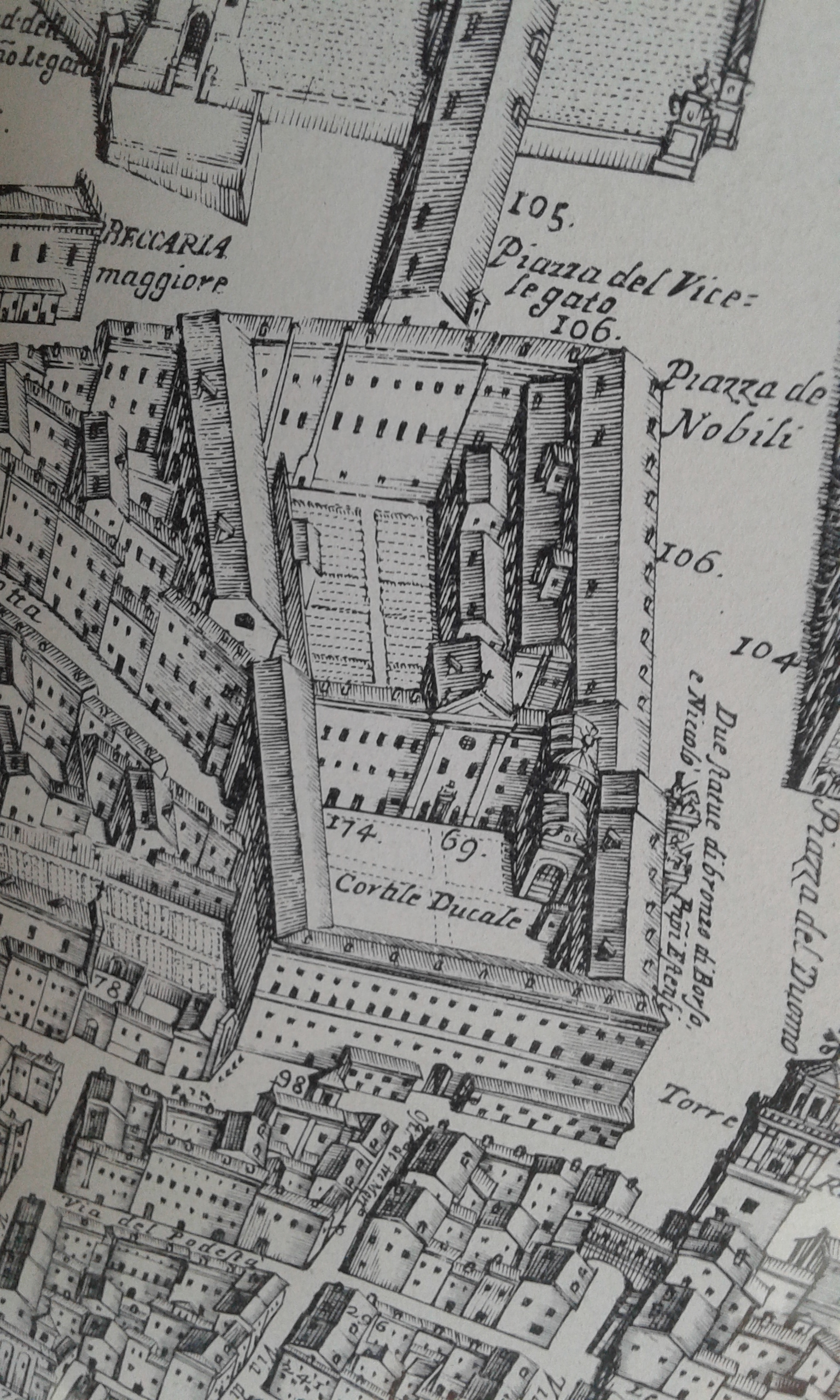
Palazzo ducale nell'incisione del 1747 di Andrea Bolzoni.

Dopo anni di lavori il palazzo di corte di Ferrara assunse un aspetto che ci è arrivato in buona parte inalterato. Castelvecchio venne completamente riorganizzato in modo da separare gli spazi in funzione della loro destinazione. Nelle zone basse i servizi come le cucine e i magazzini, oltre ai quartieri per i cavalli e le imbarcazioni. Nei piani superiori gli appartamenti nobili del duca, della consorte e dei pochi ammessi della famiglia. Era stato costruito, per Eleonora, un giardino pensile.

Il vecchio palazzo si affacciava rinnovato di fronte al palazzo arcivescovile con una loggia che percorreva lo spazio sotto la grande sala di rappresentanza. La loggia venne distrutta in tempi successivi da un incendio. Dove il palazzo si affacciava davanti al castello si trovavano nuovi quartieri ducali, le cosiddette camere dorate (rimangono di quel periodo il Camerino delle Duchesse ed i Camerini d'alabastro). Venne sistemato il nuovo cortile di rappresentanza, sul quale si affacciava la cappella di corte e che si poteva raggiungere anche attraverso uno scalone monumentale.

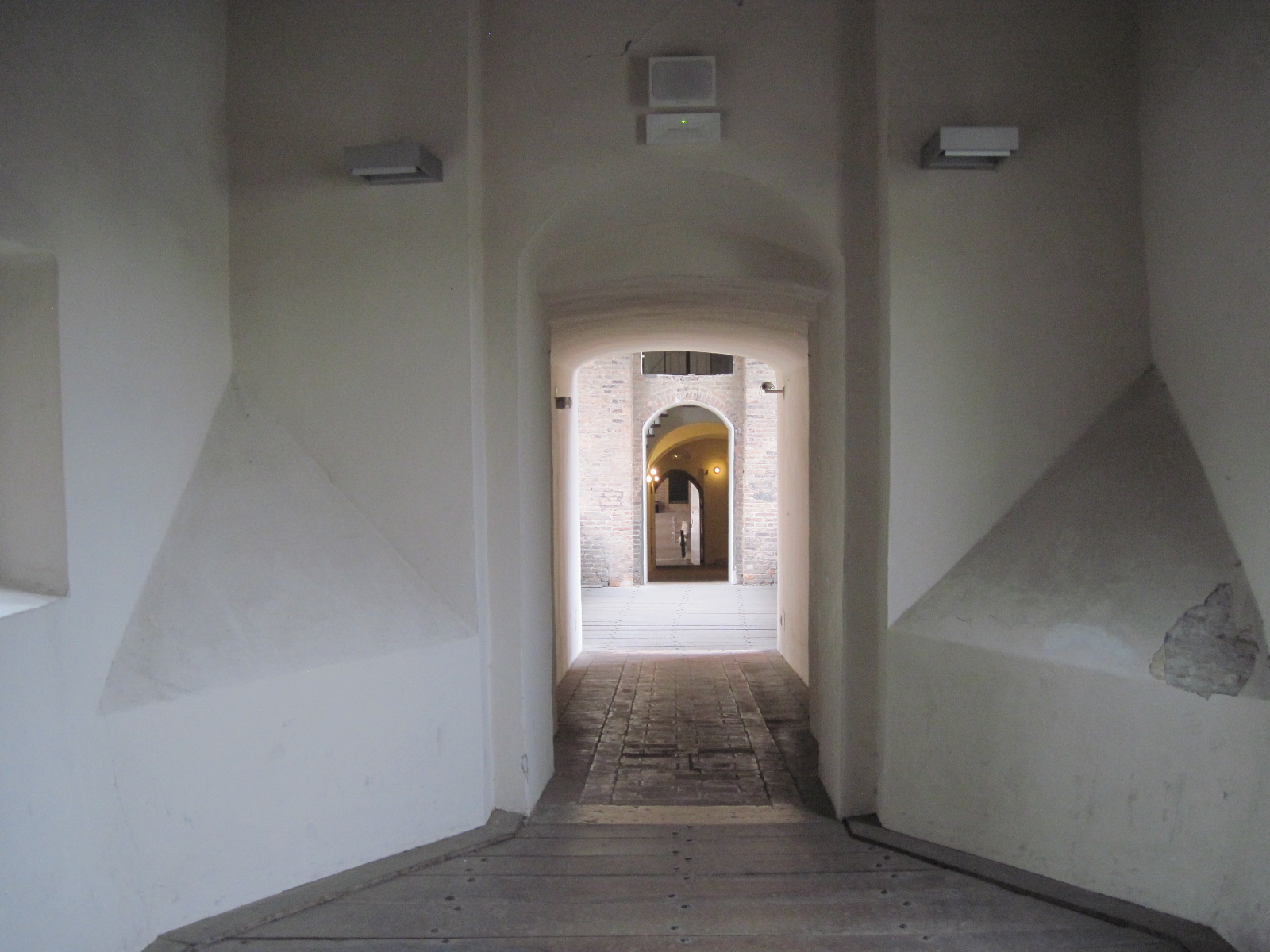
La via Coperta che unisce il palazzo al castello nell'ultimo tratto prima di accedere al cortile del castello. La via in caso di pericolo poteva essere sbarrata da un ponte levatoio.

Completavano l'imponente complesso un giardino ducale riservato e segreto, poi chiamato giardino delle Duchesse, una grande foresteria ed uno spazio dedicato al teatro, localizzabile nella recente piazza Cortevecchia.
La corte estense durante il ducato di Ercole I fu tra le più raffinate d'Europa. Il patrocinio delle arti da parte di Ercole fu allo stesso tempo una dichiarazione politica e culturale. Ospitò nei teatri che aveva fatto allestire rappresentazioni estremamente curate nelle scene e nell'esecuzione dei brani musicali, e portò a Ferrara uno dei primi esempi di teatro europeo moderno, slegato dai modelli dell'antichità classica.
Ercole è ugualmente celebre come mecenate. Nominò il poeta Matteo Maria Boiardo suo ministro, protesse Pandolfo Collenuccio esule da Pesaro, e introdusse il giovane Ludovico Ariosto alla corte ferrarese.
Col ducato di Ercole, Ferrara divenne una delle principali città d'Europa raddoppiando quasi le sue dimensioni con l'Addizione Erculea (progetto di città ideale dell'urbanista Biagio Rossetti). Per questo Ferrara è stata definita la prima città moderna d'Europa.

#### Teatro
Il 25 gennaio del 1486, in un momento di pace del ducato e di confermata supremazia di Ercole sui territori estensi, ebbe luogo la prima rappresentazione teatrale presso la corte di un'opera di Plauto, i Menecmi (volgarizzata in Menechini). Il momento è importante perché segna l'inizio del teatro classico in Italia e l'affermazione della tradizione teatrale ferrarese. L'opera interessata era una commedia latina tradotta in italiano, rappresentata con scene elaborate in legno e accompagnata da uno spettacolo pirotecnico.
In precedenza si erano visti già spettacoli organizzati dalla corte o dalla chiesa, si erano realizzati cortei trionfali ed allegorici, con letture pubbliche di testi classici o creati per l'occasione, ma Ercole manifestò un interesse maggiore per tali spettacoli e coinvolse nella loro organizzazione Matteo Maria Boiardo, Pandolfo Collenuccio, Battista Guarini, Antonio Tebaldeo ed altri letterati che aveva accolto nella corte.
Il teatro dove si svolse quella prima storica rappresentazione venne costruito all'aperto, su disegno di Pellegrino Prisciani, nel cortile d'onore del palazzo ducale, e le gradinate per il pubblico furono sistemate davanti alla cappella di corte.

Ben presto gli spettacoli si arricchirono di intermezzi musicali e di nuove parti recitate con richiami mitologici, leggendari o storici, come nel 1487 quando, in occasione delle nozze di Giulio Tassoni, favorito del duca, fu rappresentata la Fabula di Cefalo di Niccolò da Correggio, uno dei primi drammi originali del Quattrocento.

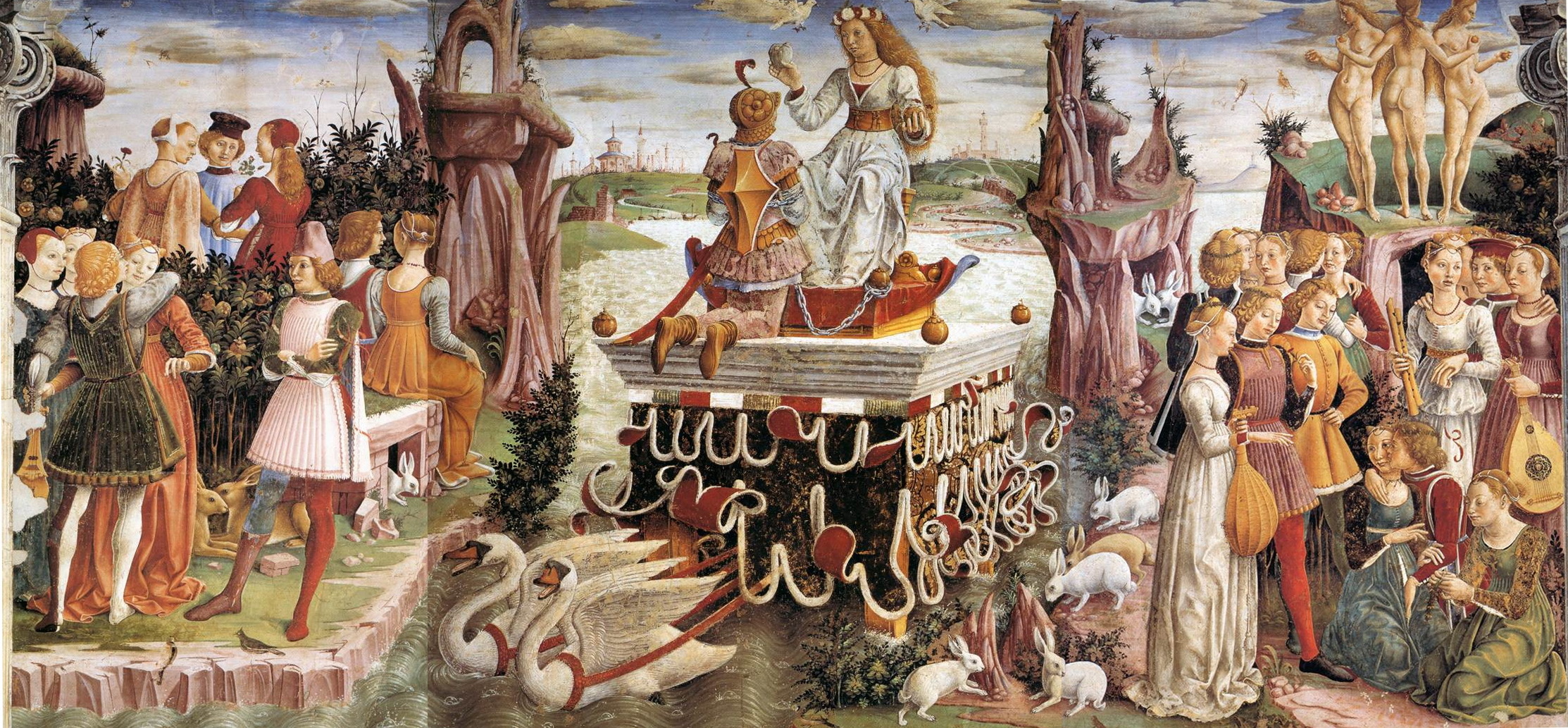
Palazzo Schifanoia, Trionfo di Venere. Nelle parti laterali dell'affresco sono presenti musici.

Inoltre il duca favorì la rappresentazione sacra, realizzata talvolta anche dentro il duomo. Ercole non poteva permettersi di investire troppe risorse nel teatro e questa situazione si ripeté col suo successore, Alfonso I, ma fu proprio la presenza a corte di un poeta e commediografo come Ludovico Ariosto che spinse la corte di Ferrara a far costruire il primo teatro stabile, purtroppo andato distrutto poco dopo la sua inaugurazione.

#### Musica
La tradizione musicale ferrarese trasse origine già dall'inizio dell'XI secolo nell'abbazia di Pomposa dove Guido Monaco realizzò il primo centro musicale della cristianità. La vicina Ferrara ne venne influenzata e, per circa due secoli, seppe competere con le più rinomate Cappella musicale pontificia sistina e Cappella Marciana, anche se ebbe vita più breve.

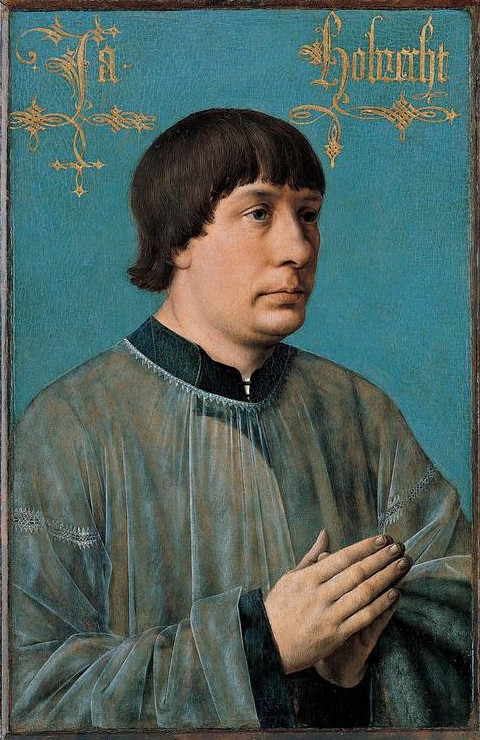
Jacob Obrecht, uno dei più importanti compositori fiamminghi entrato a far parte della cappella musicale di Ercole I.

Durante il XV ed il XVI secolo Ferrara espresse nella sua scuola musicale opere ancora conservate negli archivi della Biblioteca Estense di Modena e testimoniate indirettamente da affreschi sugli spettacoli a corte ancora presenti in palazzo Schifanoia. I predecessori di Ercole seppero mantenere la tradizione ed il duca, assieme alle altre arti, favorì in modo notevole anche la musica. Uno tra i suoi primi provvedimenti in questo campo appena giunto al potere fu l'istituzione di una Cappella ducale nella quale volle oltre trenta musici e cantori. L'interesse del duca per la musica fu cioè superiore a quello per l'architettura, che tuttavia gli diede maggiore fama. Ercole chiese espressamente alla consorte Eleonora di curare, in sua assenza, la Cappella che ebbe tra i suoi rappresentanti musicisti eccezionali per il periodo storico e arrivarono a corte musicisti valloni e fiamminghi che dedicarono a Ferrara o al duca la loro musica, come Alexander Agricola, Jacob Obrecht, Heinrich Isaac, Adrian Willaert e Josquin Desprez. Quest'ultimo compose per Ercole il Miserere e la Missa Hercules Dux Ferrariae.

### Accoglienza degli ebrei
Nel 1492 accolse entro le mura cittadine gli ebrei sefarditi cacciati dalla Spagna dai re cattolici. Il duca in realtà non aprì le porte a tutti indistintamente e con un decreto del 1493 limitò il numero complessivo ad un centinaio di persone circa, ma, di fatto, molti che stavano fuggendo dalla Spagna trovarono in città una possibilità di inserimento molto più favorevole di quella presente in altri regioni italiane e straniere.

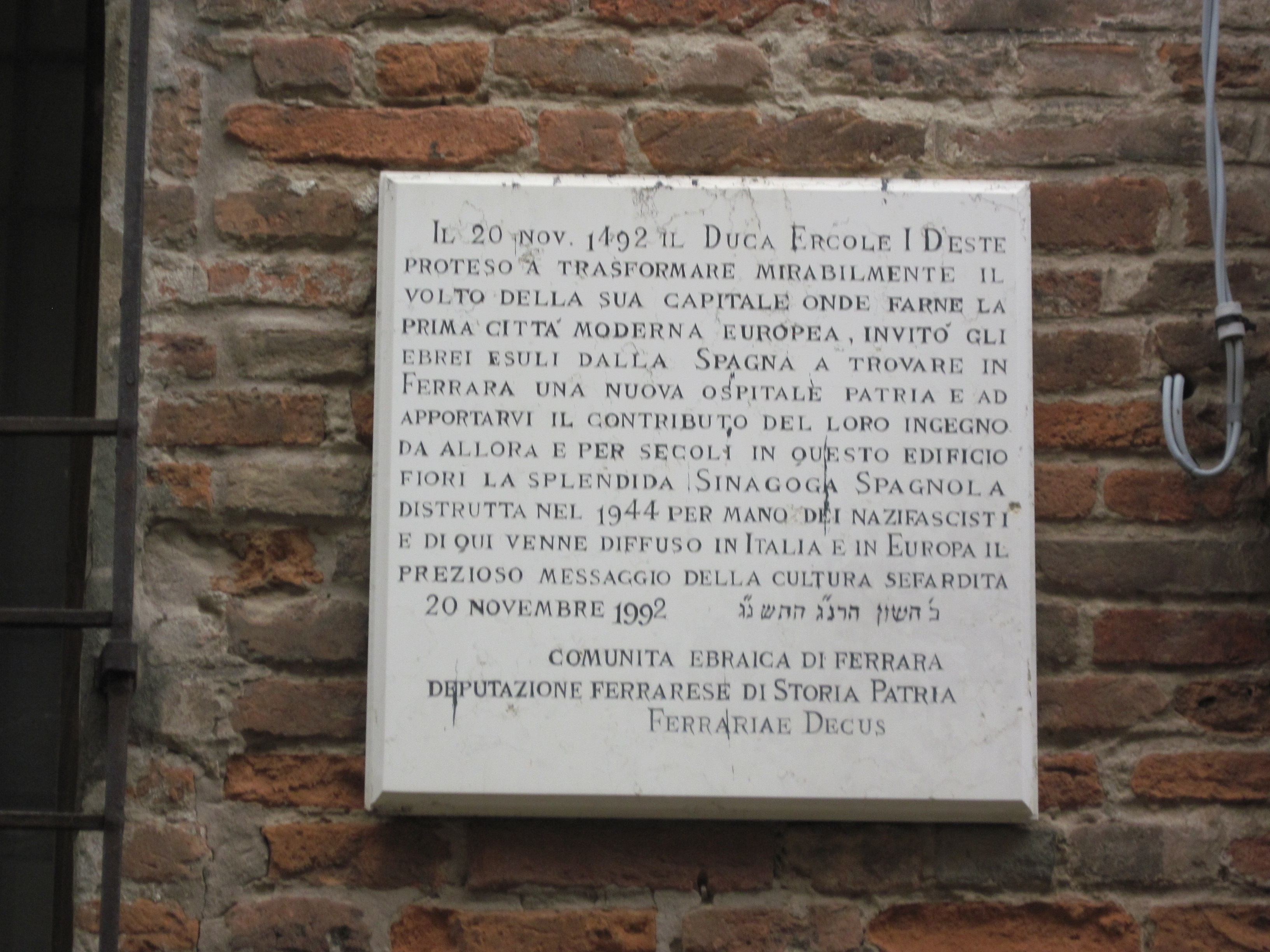
Epigrafe posta in via Vittoria a ricordo dell'accoglienza offerta agli ebrei sefarditi da parte del Duca Ercole I d'Este nel 1492.

Quanto avvenne in quell'anno non fu un episodio isolato, sia per la storia personale di Ercole I sia per la politica della casata estense nei confronti degli ebrei. Da vari secoli in città era presente una comunità ebraica, gli antichi ebrei, con famiglie che traevano origine dalle regioni dell'Italia centrale oppure dal nord Europa, in particolare dall'area tedesca. Prima dell'arrivo degli esuli dall'intera penisola iberica in città si era raggiunto un buon livello di convivenza, rotto occasionalmente da momenti di rifiuto della popolazione cristiana che vedeva gli ebrei con sospetto mai completamente superato. Un'accusa rivolta agli ebrei, legata ad antiche credenze supestiziose, era quella del sangue.
La vicenda di Simonino di Trento, che nel 1475 vide accusare in Trentino ingiustamente la comunità ebraica locale e della quale si interessò anche Ariel Toaff, ebbe a Ferrara un caso analogo. La famiglia ebraica dei da Riva, molto conosciuta e che gestiva uno dei tre banchi dei pegni cittadini venne accusata attorno al 1481 di aver ucciso un bambino cristiano. La folla inferocita assaltò il banco e la famiglia si dovette barricare nella casa difendendosi con pietre lanciate dalle finestre. Lo stesso duca Ercole I intervenne, al comando di molti soldati armati, per riportare la calma e venne accusato da alcuni del popolo di essere dalla loro parte. Soltanto un anno prima, durante il carnevale del 1480, un ebreo era stato ferito da uno studente dello Studium ferrarese. Il giovane, mascherato per i festeggiamenti, era figlio unico e il duca promise al padre di concedergli la grazia se l'ebreo fosse sopravvissuto. A causa della gravità delle ferite l'ebreo morì e il giovane feritore, secondo la legge, fu impiccato.
Dopo gli spagnoli, vennero accolti nel 1498 anche gli ebrei portoghesi e i ferraresi poi definirono genericamente tutti questi nuovi arrivati portoghesi. Pochi decenni dopo questi nuovi cittadini del ducato contribuirono a migliorare l'economia del piccolo ma importante Stato, intensificandone i rapporti mercantili e aprendolo a nuove opportunità commerciali ed economiche.

## Discendenza

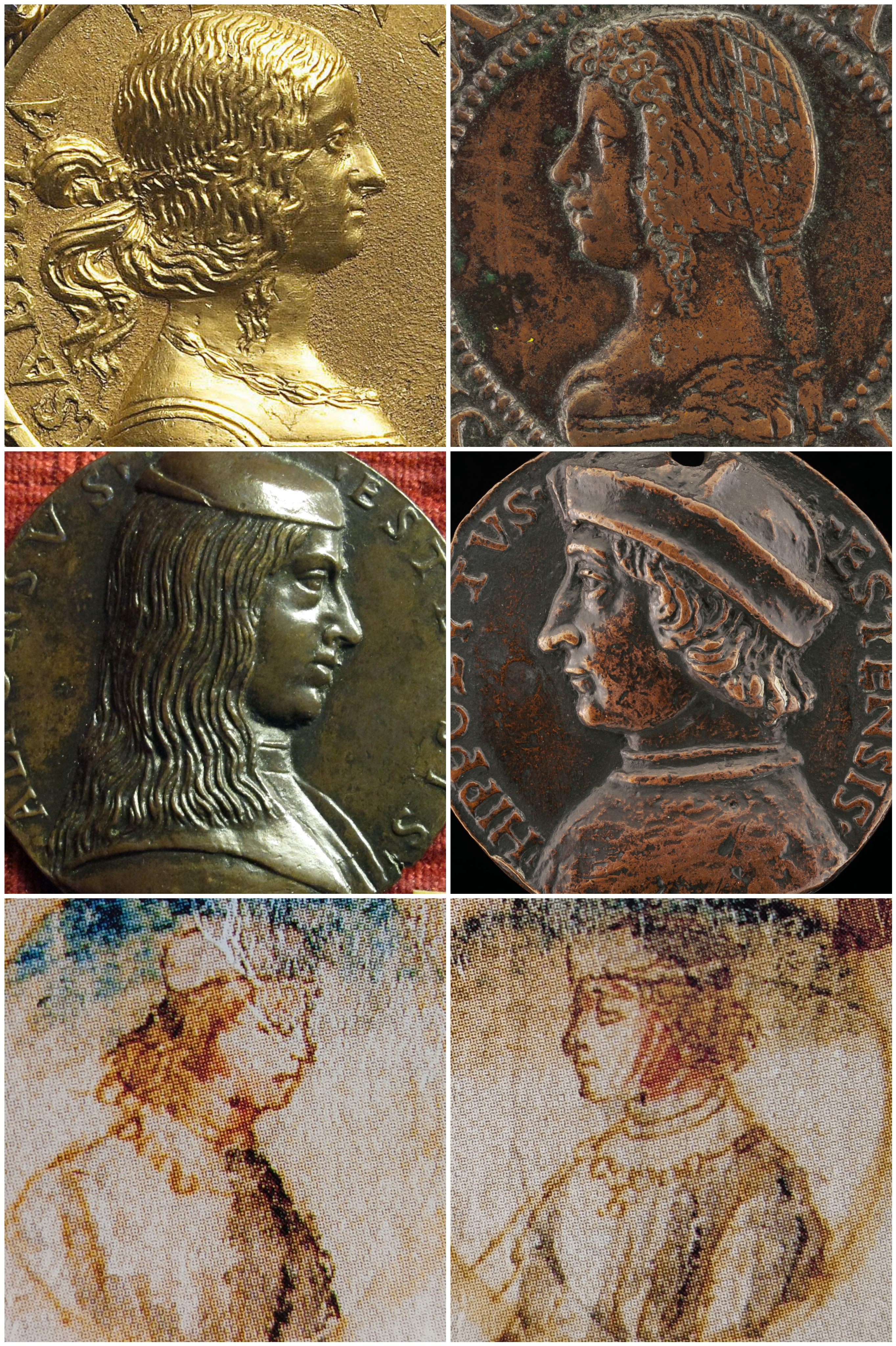
Figli legittimi di Ercole: Isabella, Alfonso, Ferrante, Ippolito e Sigismondo avevano ereditato il tipico naso estense del padre; Beatrice quello leggermente all'insù della madre. Tutti inoltre erano bruni, fuorché Ferrante e Sigismondo, che avevano recuperato, come pare, il tradizionale biondo degli Este.

Ercole I ebbe in tutto dieci figli, sette legittimi e tre illegittimi.

### Prole legittima
Dalla moglie Eleonora ebbe:
- Isabella (1474-1539), andò sposa a Francesco II Gonzaga, marchese di Mantova. Fu tra le personalità più influenti del Rinascimento.[90]
- Beatrice (1475-1497), sposò Ludovico il Moro, divenendo così duchessa di Milano e di Bari. Personalità di primo piano nella politica italiana di fine Quattrocento.[91]
- Alfonso (1476-1534), successore del padre, sposò prima Anna Maria Sforza, poi Lucrezia Borgia.
- Ferrante (1477-1540), congiurò contro il fratello Alfonso per ottenere il ducato; fu arrestato e imprigionato nel Castello Estense sino alla morte.
- Ippolito (1479-1520), conosciuto come Cardinale di Ferrara, personalità potente, famoso mecenate e protettore di alcuni letterati.
- Sigismondo (1480-1524), visse a corte tutta la vita.
- Alberto (1481-1482), morto in fasce.

### Prole illegittima

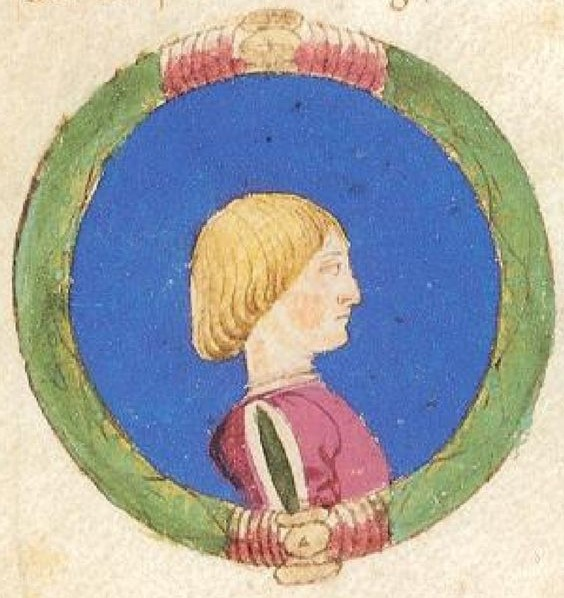
Miniatura che raffigura Lorenzo, primogenito di Ercole. Genealogia dei Principi d'Este, 1471-1474.

Dall'amante Ludovica Condolmieri ebbe:
- Lucrezia (1470-1516/18), sposò Annibale II Bentivoglio.
- Lorenzo, primogenito (di madre incerta), morto nel 1471.[92]

Dall'amante Isabella Arduino ebbe:
- Giulio (1478-1561), che prese parte alla congiura con Ferrante, come lui arrestato e imprigionato nel Castello Estense, poi graziato da Alfonso II d'Este dopo 53 anni.

## Riconoscimenti
- A Ferrara gli è intitolato corso Ercole I d'Este, la via che parte dal Castello Estense ed arriva sino alla cinta delle mura cittadine, alla Porta degli Angeli.
- Viene citato e lodato per le imprese militari e le opere civili in vari punti dell'Orlando furioso di Ludovico Ariosto.
- Josquin Desprez gli ha dedicato la Missa Hercules Dux Ferrariae.[96]
- Matteo Maria Boiardo, che fu suo amico, gli dedicò versi in latino.[97]

## Stemma, motto e impresa

### Stemma
Lo stemma è inquartato al Palo della Chiesa.
Il palo della Chiesa è di rosso con le chiavi di San Pietro. Una è d'oro l'altra è d'argento.
Nel primo e nel quarto d'oro aquila bicipite spiegata di nero sormontata dalla corona imperiale in campo d'oro.

Nel secondo e terzo d'azzurro ai tre gigli d’oro, al bordo dentato di rosso e d’oro.
L'Aquila d'argento è caricata sul cuore dello scudo sopra le chiavi.

### Motto
Il motto del duca: Deus Fortitudo Mea è stato riprodotto su numerose monete coniate dalla zecca estense.

### Impresa
L'impresa del Diamante viene riprodotta spesso nella forma di un anello adornato da un diamante con l'aspetto di una piccola piramide. Attorno all'anello possono avvolgersi le foglie di un fiore con la corolla al centro dell'anello stesso.
Secondo alcune letture il fiore rappresenta Ferrara e l'anello la forza del duca che la difende, con il diamante che simboleggia le qualità positive di lealtà e purezza.
Anche se fu Ercole I a farla sua, tale impresa era già presente da tempo tra gli Este, e nello stesso Castello Estense, la cui costruzione fu affidata a Bartolino da Novara nel 1385, sono presenti in alcune parti architettoniche, richiami al diamante.
Nella Bibbia di Borso d'Este è presente l'immagine dell'impresa del Diamante.
Palazzo dei Diamanti, voluto dal duca nell'ambito del suo intervento urbanistico noto come Addizione Erculea, richiama nel nome l'impresa, anche se il palazzo venne costruito per il fratello Sigismondo.

## Nella cultura di massa
- Ne Il principe delle volpi (1949), Ercole è impersonato da Joop van Hulzen.
- Ne Le grandi dame di casa d'Este (2004) di Diego Ronsisvalle, incentrato principalmente sulla figura della consorte Eleonora d'Aragona, è impersonato dall'attore italiano Daniele Valmaggi.
- Nella serie televisiva francese I Borgia (2011-2014), è impersonato dall'attore britannico Michael Byrne.

## Numismatica

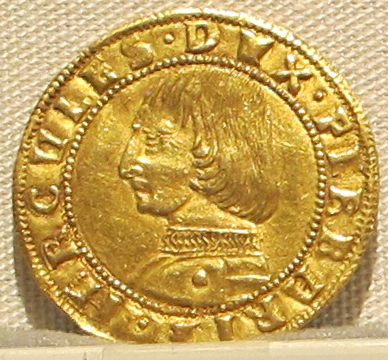
Ducato con l'effige di Ercole I
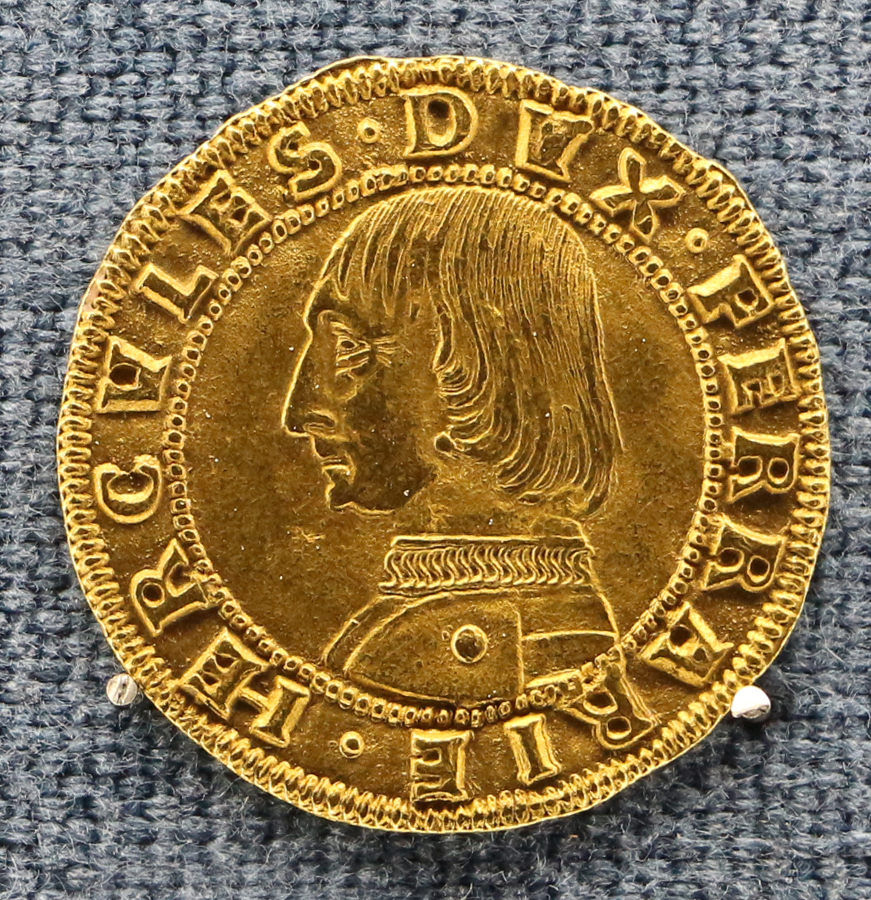
Ducato o fiorino di Ercole I
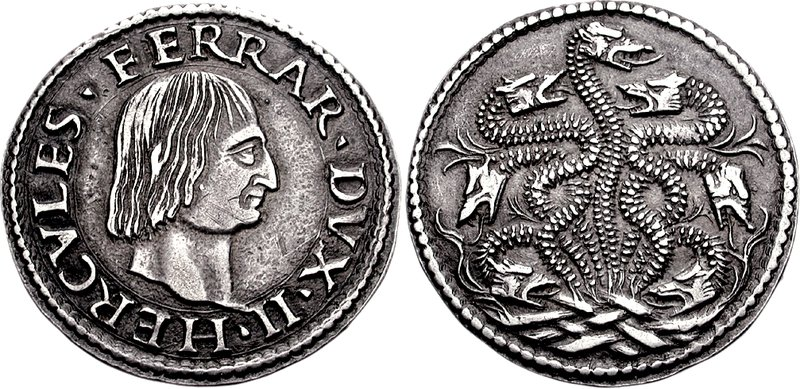
Moneta celebrativa
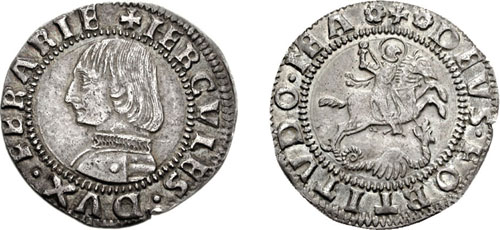
Grossone d'argento di Ercole I col motto DEVS • FORTITVDO • MEA. Sul retro San Giorgio a cavallo, coperto da armatura medioevale, che uccide il drago.
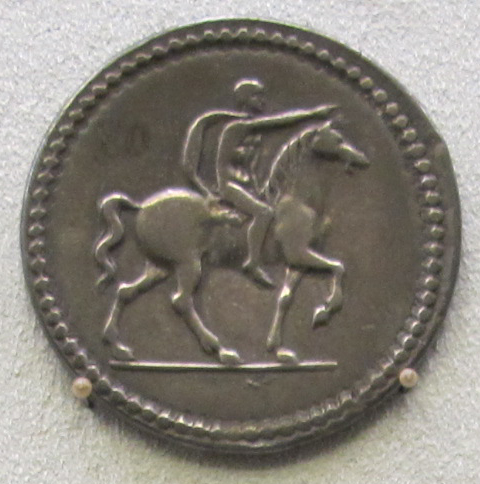
Testone del 1471-1505 verso
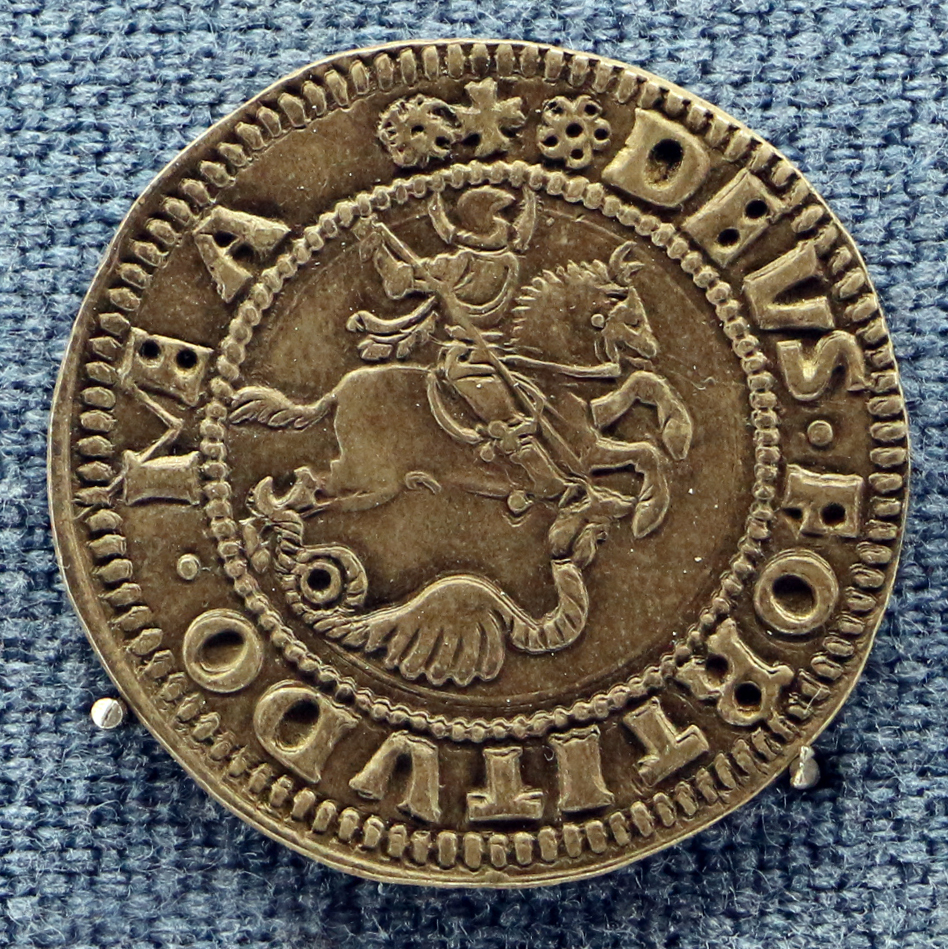
Grossone del 1471-1505
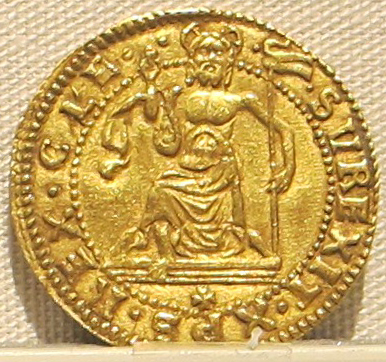
Ducato d'oro del 1471-1505
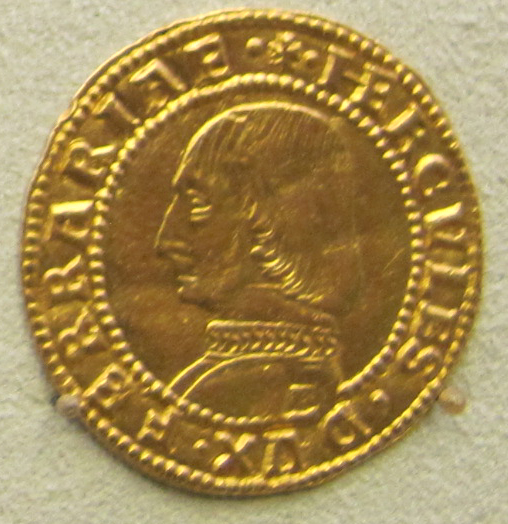
Ducato d'oro con l'effige di Ercole I
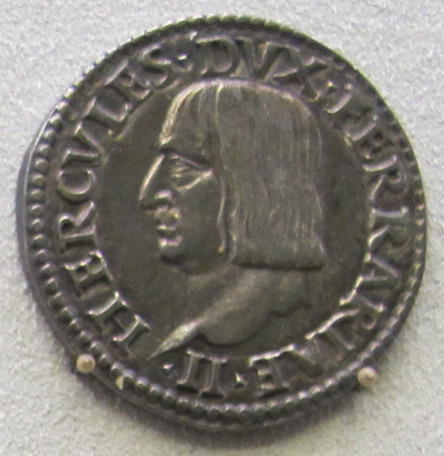
Testone con l'effige di Ercole I

## Ascendenza
|                          |                        |                       | Genitori             |  |  | Nonni |  |  | Bisnonni          |  |  | Trisnonni              |  |
|                          |                        |                       |                      |  |  |       |  |  | Obizzo III d'Este |  |  | Aldobrandino II d'Este |  |
|                          |                        |                       |                      |  |  |       |  |  | Obizzo III d'Este |  |  | Aldobrandino II d'Este |  |
|                          |                        | Alda Rangoni          |                      |  |  |       |  |  | Obizzo III d'Este |  |  |                        |  |
| Alberto V d'Este         |                        |                       |                      |  |  |       |  |  | Obizzo III d'Este |  |  |                        |  |
|                          |                        | Lippa Ariosti         | Iacopo Ariosti       |  |  |       |  |  |                   |  |  |                        |  |
|                          |                        | Lippa Ariosti         | Iacopo Ariosti       |  |  |       |  |  |                   |  |  |                        |  |
|                          |                        | Lippa Ariosti         | …                    |  |  |       |  |  |                   |  |  |                        |  |
| Niccolò III d'Este       |                        | Lippa Ariosti         |                      |  |  |       |  |  |                   |  |  |                        |  |
|                          |                        | Alberto Albaresani    | …                    |  |  |       |  |  |                   |  |  |                        |  |
|                          |                        | Alberto Albaresani    | …                    |  |  |       |  |  |                   |  |  |                        |  |
|                          |                        | Alberto Albaresani    | …                    |  |  |       |  |  |                   |  |  |                        |  |
| Isotta Albaresani        |                        | Alberto Albaresani    |                      |  |  |       |  |  |                   |  |  |                        |  |
|                          |                        | …                     | …                    |  |  |       |  |  |                   |  |  |                        |  |
|                          |                        | …                     | …                    |  |  |       |  |  |                   |  |  |                        |  |
|                          |                        | …                     | …                    |  |  |       |  |  |                   |  |  |                        |  |
| Ercole I d'Este          |                        | …                     |                      |  |  |       |  |  |                   |  |  |                        |  |
|                          | Federico II di Saluzzo | Tommaso II di Saluzzo |                      |  |  |       |  |  |                   |  |  |                        |  |
|                          | Federico II di Saluzzo | Tommaso II di Saluzzo |                      |  |  |       |  |  |                   |  |  |                        |  |
|                          | Federico II di Saluzzo | Ricciarda Visconti    |                      |  |  |       |  |  |                   |  |  |                        |  |
| Tommaso III di Saluzzo   | Federico II di Saluzzo |                       |                      |  |  |       |  |  |                   |  |  |                        |  |
|                          |                        | Beatrice di Ginevra   | Ugo di Ginevra       |  |  |       |  |  |                   |  |  |                        |  |
|                          |                        | Beatrice di Ginevra   | Ugo di Ginevra       |  |  |       |  |  |                   |  |  |                        |  |
|                          |                        | Beatrice di Ginevra   | Isabelle d'Anthon    |  |  |       |  |  |                   |  |  |                        |  |
| Ricciarda di Saluzzo     |                        | Beatrice di Ginevra   |                      |  |  |       |  |  |                   |  |  |                        |  |
|                          |                        | Ugo II di Pierrepont  | Simone di Pierrepont |  |  |       |  |  |                   |  |  |                        |  |
|                          |                        | Ugo II di Pierrepont  | Simone di Pierrepont |  |  |       |  |  |                   |  |  |                        |  |
|                          |                        | Ugo II di Pierrepont  | Marie de Châtillon   |  |  |       |  |  |                   |  |  |                        |  |
| Marguerite de Pierrepont |                        | Ugo II di Pierrepont  |                      |  |  |       |  |  |                   |  |  |                        |  |
|                          |                        | Bianca di Coucy       | Raoul de Coucy       |  |  |       |  |  |                   |  |  |                        |  |
|                          |                        | Bianca di Coucy       | Raoul de Coucy       |  |  |       |  |  |                   |  |  |                        |  |
|                          |                        | Bianca di Coucy       | Jeanne d'Harcourt    |  |  |       |  |  |                   |  |  |                        |  |
|                          |                        | Bianca di Coucy       |                      |  |  |       |  |  |                   |  |  |                        |  |